# Neil Armstrong
Neil Alden Armstrong (Wapakoneta, Ohio, 5 de agosto de 1930-Cincinnati, Ohio, 25 de agosto de 2012), más conocido como Neil Armstrong, fue un astronauta estadounidense y el primer ser humano en pisar la superficie lunar. También fue ingeniero aeroespacial, piloto de guerra, piloto de pruebas y profesor universitario. Cuando puso un pie sobre la superficie lunar, el 20 de julio de 1969, pronunció la célebre frase: «Es un pequeño paso para el hombre, pero un gran salto para la humanidad».
Armstrong se graduó en ingeniería aeronáutica en la Universidad Purdue, donde estudió con una beca del Plan Holloway de la Armada de los Estados Unidos. En 1949 ingresó en la marina estadounidense y al año siguiente se convirtió en aviador naval. Entró en combate en la guerra de Corea como piloto de cazas a reacción Grumman F9F Panther del portaaviones USS Essex y en septiembre de 1951 su avión resultó dañado por fuego antiaéreo durante un bombardeo a baja altitud, por lo que tuvo que eyectarse de la aeronave. Después de la guerra, completó sus estudios en Purdue y comenzó a trabajar como piloto de pruebas en el Centro de Vuelo de Alta Velocidad del Comité Asesor Nacional para la Aeronáutica (NACA), ubicado en la Base de la Fuerza Aérea Edwards, California. Allí fue piloto de los cazas del proyecto Century Series y voló en siete ocasiones en el avión cohete North American X-15. También participó en los programas Man in Space Soonest de la Fuerza Aérea de los Estados Unidos y en el Boeing X-20 Dyna-Soar de vuelo espacial tripulado, ambos enfocados en llevar un ser humano al espacio.
Se unió al cuerpo de astronautas de la NASA en el segundo grupo de la agencia espacial, que fue seleccionado en 1962. Realizó su primer vuelo espacial como comandante de la Gemini 8 en marzo de 1966, con lo cual se convirtió en el primer astronauta civil en volar al espacio. Durante esta misión con el piloto David Scott realizó el primer acoplamiento de dos naves espaciales, pero esta tuvo que abortarse porque Armstrong usó parte del combustible de la reentrada para prevenir un peligroso giro causado por un propulsor bloqueado. El segundo y último vuelo espacial de Armstrong fue como comandante de la misión Apolo 11, el primer alunizaje tripulado. Durante los entrenamientos para la misión, se vio obligado a eyectarse de un vehículo de investigación de alunizajes segundos antes de estrellarse. En julio de 1969, Armstrong y el piloto del módulo lunar Buzz Aldrin descendieron a la superficie de la Luna y caminaron por esta durante dos horas y media mientras Michael Collins los esperaba orbitando en el módulo de mando y servicio. Los tres astronautas fueron galardonados con la Medalla Presidencial de la Libertad por el presidente Richard Nixon. En 1978, el presidente Jimmy Carter le concedió la Medalla de Honor Espacial del Congreso y en 2009 le entregaron la Medalla de Oro del Congreso de los Estados Unidos.
Después de abandonar la NASA en 1971, aceptó un puesto de profesor en el Departamento de Ingeniería Aeroespacial de la Universidad de Cincinnati, donde impartió clases hasta 1979. Colaboró en la investigación del accidente del Apolo 13 y formó parte de la Comisión Rogers que investigó el siniestro del transbordador espacial Challenger en 1986. Además, fue portavoz de varias empresas y apareció en la publicidad del fabricante de coches Chrysler desde 1979. Falleció a los 82 años debido a complicaciones de un baipás coronario.

## Primeros años
Neil Armstrong nació el 5 de agosto de 1930 en Wapakoneta, en el condado de Auglaize, Ohio. Hijo de Stephen Koenig Armstrong y Viola Louise Engel, era de ascendencia familiar escocesa, irlandesa y alemana y tenía dos hermanas, June y Dean. Stephen Armstrong trabajaba como auditor para el gobierno de Ohio y por ello la familia se trasladó continuamente por todo el estado desde el nacimiento de Neil y llegó a vivir en veinte localidades distintas. El amor por volar de Armstrong nació entonces, cuando su padre lo llevó con tan solo dos años a ver las Carreras Aéreas de Cleveland. El 20 de julio de 1936, con cinco años de edad, experimentó su primer vuelo en Warren (Ohio), cuando junto a su padre voló en un Ford Trimotor, avión apodado Tin Goose («Ganso de hojalata»).
El último cambio de vivienda del padre de la familia se produjo en 1944, cuando la familia regresó al lugar de nacimiento de Neil, Wapakoneta. Armstrong estudió en el instituto de educación secundaria Blume de esta localidad y asistió a lecciones de pilotaje de aviones en el aeródromo de Wapakoneta. Obtuvo un certificado de vuelo de estudiante por su 16.º cumpleaños y realizó su primer vuelo en solitario unos días después, en agosto de 1946, antes incluso de tener permiso de conducción. Armstrong era muy activo como boy scout y logró conseguir el rango de Eagle Scout —Explorador Águila—, el más alto de todos. El 18 de julio de 1969, mientras volaba hacia la Luna a bordo del Columbia, mandó saludos a los Scouts. Entre los pocos objetos personales que llevó consigo a la Luna y trajo de vuelta estuvo la Insignia Scout Mundial.
En 1947, con diecisiete años, Armstrong comenzó a estudiar ingeniería aeronáutica en la Universidad Purdue. Era el segundo miembro de su familia que asistía a la universidad. También fue aceptado en el prestigioso Instituto de Tecnología de Massachusetts (MIT), pero un tío suyo que había estudiado en el MIT le disuadió de matricularse allí diciéndole que no era necesario viajar tan lejos para tener una buena educación. Su colegiatura fue costeada por una beca del Plan Holloway, cuyos beneficiarios se comprometían a estudiar durante dos años en la universidad, dos años de entrenamiento de vuelo y un año de servicio en la Armada como aviador, para después completar durante otros dos años los estudios superiores. No participó en cursos de ciencias navales ni se unió al Cuerpo de Entrenamiento de Oficiales de la Reserva Naval en Purdue.

## Servicio en la Armada

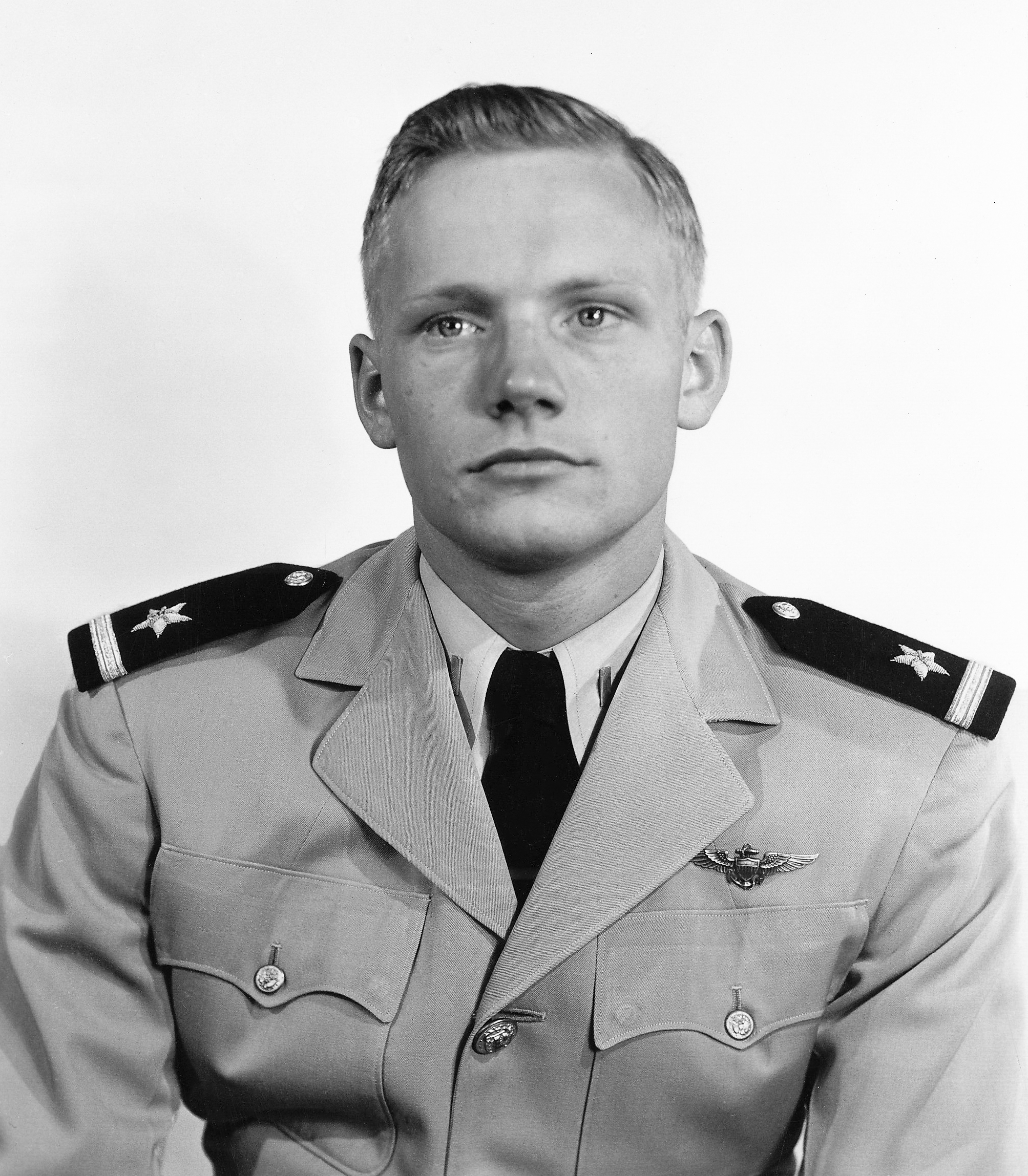
Alférez Neil Armstrong el 23 de mayo de 1952

Armstrong fue llamado a filas con dieciocho años el 26 de enero de 1949 por la Armada. Ingresó en la base aérea de Pensacola para iniciar la formación de piloto. Después de superar las pruebas médicas, ingresó en la Armada como guardiamarina el 24 de febrero de 1949. La formación de piloto naval la realizó en el avión de entrenamiento North American T-6 Texan, a los mandos del cual realizó su primer vuelo en solitario el 9 de septiembre de 1949. El 2 de marzo de 1950 llevó a cabo su primer aterrizaje en un portaaviones sobre el USS Cabot, una hazaña que él comparó con su primer vuelo en solitario. Después fue destinado a la Estación Aérea Naval de Corpus Christi (Texas) para formarse pilotando el caza Grumman F8F Bearcat, entrenamiento que culminó con el aterrizaje sobre el portaaviones USS Wright. El 16 de agosto de 1950, unos días después de cumplir veinte años, Armstrong recibió una carta en la que se le informaba que estaba completamente cualificado como aviador naval. Su madre y su hermana asistieron a su ceremonia de graduación el 23 de agosto de 1950.
Su primer destino fue el Escuadrón 7 del Servicio Aéreo de la Flota en la Base Aeronaval de San Diego. Dos meses después fue asignado al Escuadrón de Cazas 51 (VF-51), equipado con aviones de reacción, y realizó su primer vuelo en este tipo de aparatos el 5 de enero de 1951 a bordo de un F9F-2B Panther. El 5 de junio de 1951 fue ascendido a alférez y dos días después aterrizó por vez primera en un portaaviones a los mandos de un avión a reacción, sobre el USS Essex. A finales de mes, el Essex zarpó con el VF-51 a bordo rumbo a Corea, donde sus cazas embarcados realizarían ataques a tierra. A finales de julio el VF-51 llevó a cabo un entrenamiento de ataque en la Estación Aérea Naval de Barbers Point, en Hawái.

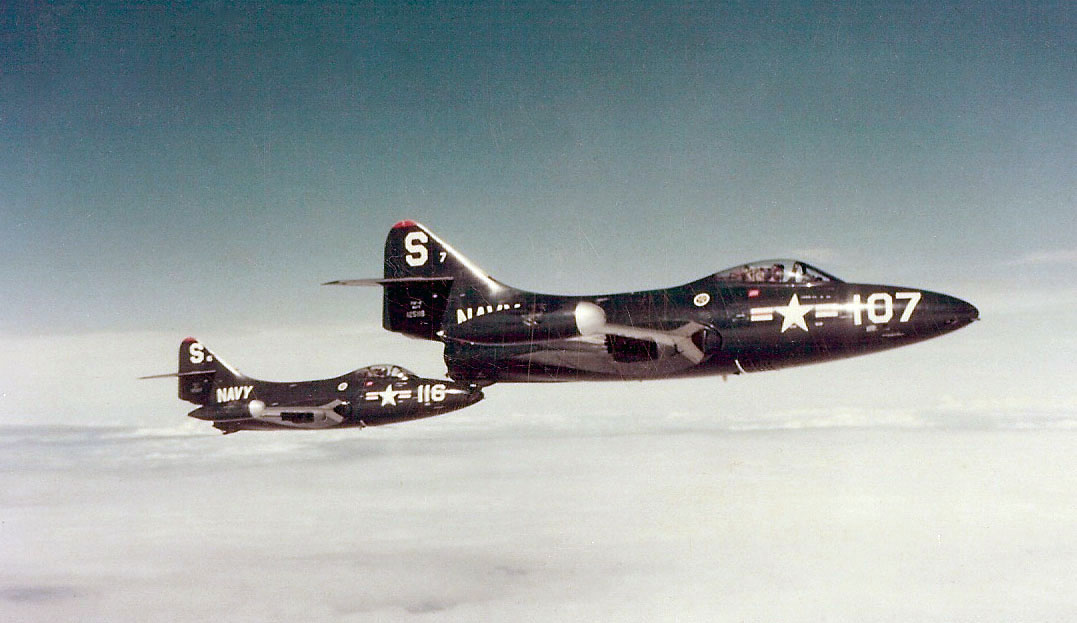
Cazabombarderos F9F-2 Panther durante la guerra de Corea (1950-1953). Armstrong pilota el S-116 (izquierda).

Neil Armstrong entró en combate por primera vez en la guerra de Corea el 29 de agosto de 1951 mientras escoltaba a un avión de reconocimiento que voló sobre Sŏngjin. Cinco días después, el 3 de septiembre, voló en un reconocimiento armado sobre unas instalaciones de transporte y almacenaje ubicadas al sur de la localidad de Majon-ni, en el oeste de Wŏnsan. Mientras hacía un bombardeo a baja altitud a 560 km/h, el caza F9F Panther de Armstrong impactó contra un cable antiaéreo tendido entre dos colinas como trampa para aeronaves que le arrancó dos metros del ala. Volaba a 150 m de altitud y, aunque había un nutrido fuego antiaéreo en la zona en ese momento, su caza no recibió ningún impacto. Armstrong consiguió pilotar de regreso a territorio amigo, pero debido a la pérdida de un alerón, la única opción que tenía era eyectar del avión. Pensó en saltar del caza sobre el mar y esperar el rescate por los helicópteros de la armada, y para ello voló hacia un aeródromo cercano a Pohang, pero su paracaídas fue arrastrado de vuelta a tierra. Un compañero suyo de la escuela de vuelo lo recogió en un vehículo Jeep. Se desconoce qué pasó con los restos de su caza, el F9F-2 BuNo 125122.
Armstrong voló en un total de 78 misiones sobre Corea que sumaron 121 horas de vuelo, un tercio de estas en el mes de enero de 1952. Fue galardonado con la Medalla del Aire por veinte misiones de combate y con la Estrella de Oro por otras veinte, así como con la Medalla del Servicio en Corea y la Estrella de Combate. Después de completar sus misiones de combate en el Essex, fue destinado en mayo de 1952 a una escuadra de transporte, la VR-32. El piloto dejó la Armada el 23 de agosto de 1952, con veintidós años, y pasó a la reserva, estando en la cual fue ascendido a teniente el 9 de mayo de 1953. Siguió volando como reservista, en el VF-724 en la Estación Aérea Naval de Glenview, Illinois, y después con el VF-773 desde la Estación Aérea Naval de Los Alamitos, California. Permaneció en la reserva durante ocho años, hasta que renunció a su cargo el 21 de octubre de 1960.

## Universidad y matrimonio
Después de servir en la Armada y en la guerra de Corea, Neil Armstrong regresó a la Universidad Purdue. Allí obtuvo sus mejores calificaciones en los cuatro semestres siguientes, pues aunque antes de su servicio militar había sacado unas notas promedio, sus notas acabaron siendo altas. A su vuelta, perteneció a la fraternidad Phi Delta Theta y vivió en la casa de su fraternidad. Escribió y codirigió dos musicales como parte de sus obligaciones de estudiante, uno de ellos junto a su novia Joanne Alford. Fue presidente del Club de vuelo de Purdue y voló en los aviones del club, un Aeronca y dos Piper, desde el cercano Aeropuerto Aretz en Lafayette (Indiana). Volando en el Aeronca hacia Wapakoneta en 1954 le causó daños durante un aterrizaje forzoso en un terreno agrícola, por lo que el aparato tuvo que ser remolcado en un camión de vuelta a Lafayette. También fue miembro de la Banda Honoraria Nacional de la fraternidad Kappa Kappa Psi y tocó el bombardino barítono en la banda de marcha de la Universidad Purdue. Armstrong se graduó en ingeniería aeronáutica en enero de 1955. Años después, en 1970, completó su máster en ciencias de ingeniería aeroespacial por la Universidad del Sur de California. A lo largo de su vida fue nombrado doctor honoris causa por varias universidades.
Armstrong conoció a Janet Elizabeth Shearon, que se estaba especializando en economía doméstica, en una fiesta organizada por la fraternidad Alpha Chi Omega. La pareja no recordaba cómo llegaron a comprometerse, excepto que ocurrió mientras Armstrong trabajaba en el Laboratorio de Vuelo a Propulsión Lewis del Comité Asesor Nacional para la Aeronáutica (NACA). Se casaron el 28 de enero de 1958 en la Iglesia Congregacional de Wilmette, Illinois. Cuando se trasladó a la Base de la Fuerza Aérea Edwards, en California, él vivió en los alojamientos para solteros de la base y Janet en el distrito de Westwood de Los Ángeles. Después de seis meses, el matrimonio se mudó a una casa en el valle Antelope. Janet nunca acabó sus estudios, algo que lamentó tiempo después. El matrimonio tuvo tres hijos: Eric, Karen y Mark. En junio de 1961, a Karen se le diagnosticó un tumor maligno en el tronco del encéfalo. Un tratamiento con rayos X detuvo su crecimiento, pero su salud se deterioró hasta el punto de no poder caminar ni hablar. Karen murió el 28 de enero de 1962 con solo dos años a causa de una neumonía relacionada con su débil salud.

## Piloto de pruebas

Armstrong con 26 años, cuando era piloto de pruebas del NACA en la base Edwards (1956)

Después de graduarse en Purdue, Armstrong decidió convertirse en piloto de pruebas. Se presentó en la Estación de Vuelo de Alta Velocidad que el Comité Asesor Nacional para la Aeronáutica (NACA) tenía en la Base de la Fuerza Aérea Edwards. Aunque allí no había plazas para nuevos pilotos, remitió su solicitud al Laboratorio de Vuelo a Propulsión Lewis de Cleveland, donde Armstrong realizó su primer vuelo de prueba el 1 de marzo de 1955. El piloto tan solo estuvo allí dos meses antes de que quedara vacante un puesto en la Estación de Vuelo de Alta Velocidad, a la cual regresó para trabajar el 11 de julio de 1955.
En su primer día en la base Edwards, a Armstrong se le encargó pilotar aeronaves de seguimiento durante el estreno de unos bombarderos modificados experimentales. También pilotó esos bombarderos modificados, a bordo de uno de los cuales tuvo uno de sus primeros incidentes. El 22 de marzo de 1956, Armstrong actuaba de copiloto de Stan Butchart en un Boeing B-29 Superfortress que llevaba adosado a su panza un avión cohete Douglas D-558-2 Skyrocket. Mientras ascendían a 9100 metros, uno de los motores del B-29 falló y los dejó sin la potencia suficiente para lanzar el Skyrocket. Debían mantener una velocidad de 335 km/h para soltarlo y además el B-29 no podría aterrizar con el avión cohete adosado a su panza. Por ello, ambos decidieron bajar el morro del bombardero para caer en picado, ganaron velocidad y soltaron la nave de prueba, pero en ese momento se desintegró el motor averiado. Sus restos dañaron otros dos motores y uno tuvo que ser parado, a pesar de lo cual los pilotos descendieron lentamente en círculos y aterrizaron con seguridad.
Armstrong trabajó como piloto de los cazas Century Series y voló en aviones como el North American F-100 Super Sabre, el McDonnell F-101 Voodoo, el Lockheed F-104 Starfighter, el Republic F-105 Thunderchief y el Convair F-106 Delta Dart. También pilotó Douglas DC-3, Lockheed T-33 Shooting Star, North American F-86 Sabre, McDonnell Douglas F-4 Phantom II, Douglas F5D Skylancer, Boeing B-29 Superfortress, Boeing B-47 Stratojet y Boeing KC-135 Stratotanker, además de ser uno de los ocho pilotos de élite del programa de investigación de planeadores Paresev de la NASA. El primer vuelo de Armstrong a los mandos de un avión cohete tuvo lugar el 15 de agosto de 1957, en el Bell X-1B, con el que ascendió a una altitud de 18.3 km. El tren de aterrizaje delantero se rompió al aterrizar, un fallo común en ese modelo. Después Armstrong voló en siete ocasiones en otro avión cohete experimental, el North American X-15. En su penúltimo vuelo en este aparato, alcanzó una altitud de 63.2 km. Se convirtió en empleado de la Administración Nacional de la Aeronáutica y del Espacio, más conocida por su acrónimo NASA, cuando esta se fundó el 1 de octubre de 1958 y absorbió a la NACA.
Armstrong se vio envuelto en varios incidentes en la base Edwards que fueron muy recordados por sus colegas. El primero sucedió durante su sexto vuelo en el X-15, el 20 de abril de 1962, en el que quería probar un sistema de control de autoajuste. Volaba a 63 km de altitud, la mayor que alcanzó en ese avión cohete, pero el morro del aparato se elevó demasiado durante el descenso, rebotó en la atmósfera y volvió a ascender a 43 km. A esa altitud el aire es tan poco denso que las superficies aerodinámicas casi no tienen efecto. Voló más allá de la pista de aterrizaje a una velocidad de mach 3 (3200 km/h) a 30 km de altitud y se alejó 64 km al sur de la base Edwards. Tras descender lo suficiente, dio la vuelta hacia la zona de aterrizaje y a duras penas consiguió tomar tierra sin impactar contra varios árboles al final de la pista. Fue el vuelo de un X-15 de más duración y el que más se alejó de la pista.
Cuatro días después, Armstrong estuvo involucrado en un segundo incidente, en su único vuelo junto al general Chuck Yeager. Su trabajo, a los mandos de un Lockheed T-33 Shooting Star, era evaluar el lago seco del rancho Smith como lugar de aterrizaje de emergencias para los X-15. En su autobiografía, Yeager escribió que él sabía que el fondo del lago no era apropiado para aterrizar por culpa de unas lluvias recientes, pero Armstrong insistió en hacerlo de todos modos. Mientras intentaba una toma y despegue, las ruedas se atascaron y se tuvieron que quedar allí a esperar el rescate. Sin embargo, Neil Armstrong contó una versión distinta, según la cual el general en ningún momento trató de disuadirlo y además había realizado antes un aterrizaje exitoso en la parte este del lago. Tras este primer éxito, Yeager le pidió que lo hiciera de nuevo pero más despacio, con el resultado descrito. Tras quedarse inmovilizados, al general le dio un ataque de risa.

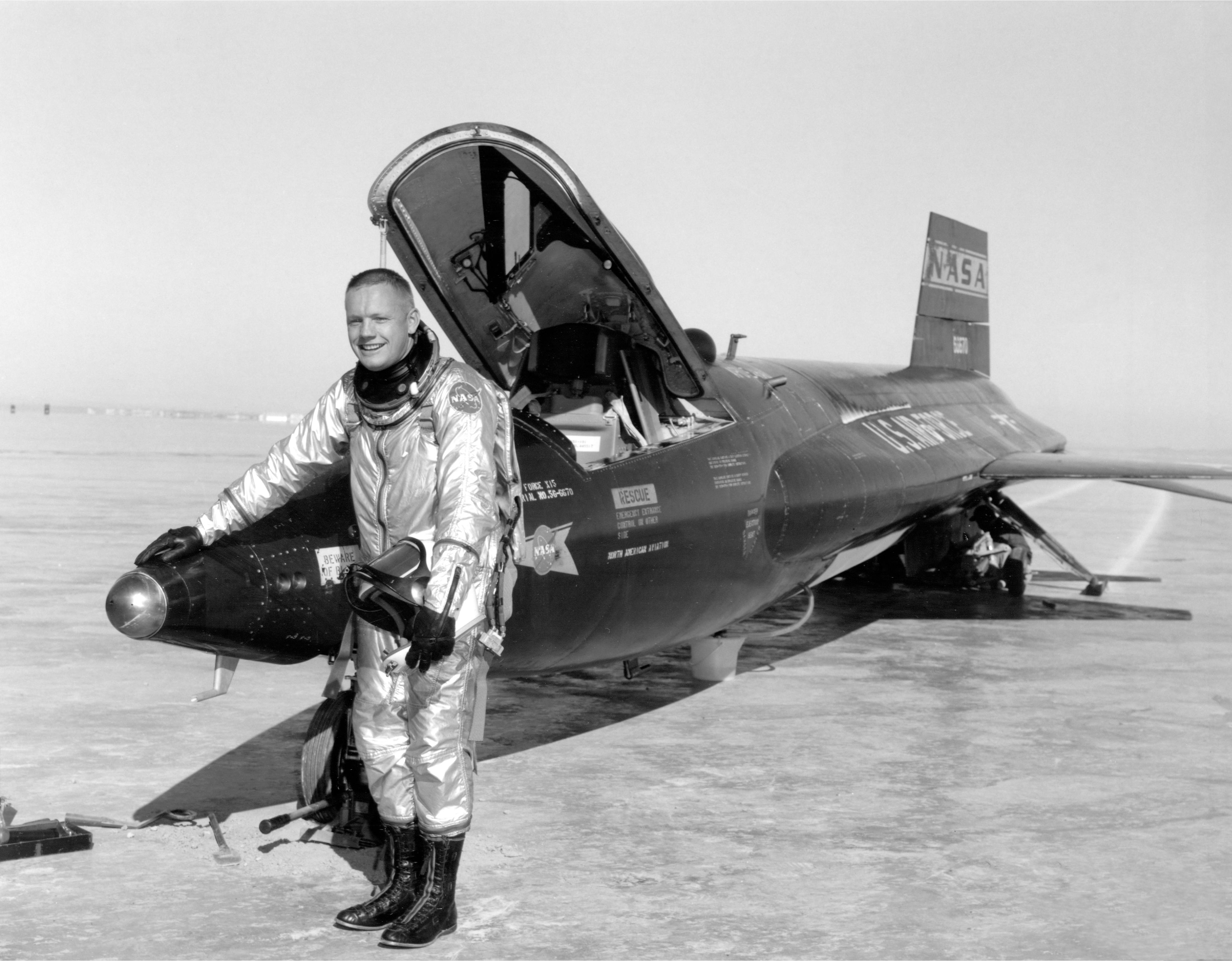
Armstrong, con 30 años, junto a un avión cohete X-15 tras un vuelo de prueba en 1960.

El 21 de mayo de 1962, Armstrong se vio implicado en lo que dentro de la base Edwards se conoció como «El asunto de Nellis». Ese día tenía que volar en un caza Lockheed F-104 Starfighter para inspeccionar el lago seco Delamar en el sur de Nevada, una vez más como lugar de aterrizajes de emergencia. Al llegar al sitio, calculó erróneamente la altitud y tampoco se percató de que el tren de aterrizaje no estaba completamente desplegado. Al tocar tierra, el tren comenzó a replegarse y Armstrong puso el caza a máxima potencia para volver a elevarse, pero la aleta ventral y la puerta del tren de aterrizaje chocaron contra el suelo, dañando la radio y provocando la salida de fluido oleohidráulico. Sin poder comunicarse por radio, Armstrong voló al sur hasta la Base de la Fuerza Aérea Nellis, pasó la torre de control y agitó las alas del caza, la señal para una aproximación sin radio. La pérdida del fluido oleohidráulico causó que se soltara el gancho de parada y al aterrizar este enganchó un cable unido a una cadena y la arrastró por toda la pista.
Se tardaron treinta minutos en despejar la zona de aterrizaje y Armstrong telefoneó a la base Edwards para que alguien fuera a recogerlo. Le tocó a Milt Thompson, que fue a por él en un caza Lockheed F-104B, el único biplaza disponible, que casualmente era un aparato en el que nunca había volado. Thompson llegó a Nellis con grandes dificultades y allí un fuerte viento le obligó a aterrizar bruscamente, con lo que la rueda izquierda reventó y la pista tuvo que ser cerrada de nuevo. Desde Edwards se envió a un segundo piloto de rescate, Bill Dana en un T-33 Shooting Star, quien también hizo un aterrizaje peligroso. Los responsables de Nellis decidieron que ya habían sido demasiados problemas y que era mejor buscar un transporte por tierra para que los tres pilotos de pruebas regresaran a su base.
Muchos de los pilotos de pruebas de la base Edwards elogiaron las habilidades de Armstrong como ingeniero. Milt Thompson dijo que era «el más capaz técnicamente de los primeros pilotos del X-15» y Bill Dana afirmó que Armstrong «tenía un cerebro que absorbía cosas como una esponja». En total, Neil Armstrong voló en siete ocasiones en el avión cohete experimental X-15 entre noviembre de 1960 y julio de 1962. A bordo de uno de estos aparatos ascendió a una altitud de 63.2 km y alcanzó una velocidad máxima de mach 5.74 (6420 km/h). Mientras trabajó en el Centro Dryden de Investigaciones de Vuelo completó 2400 horas de vuelo. A lo largo de toda su carrera, Armstrong pilotó más de 200 modelos distintos de aviones.

## Astronauta

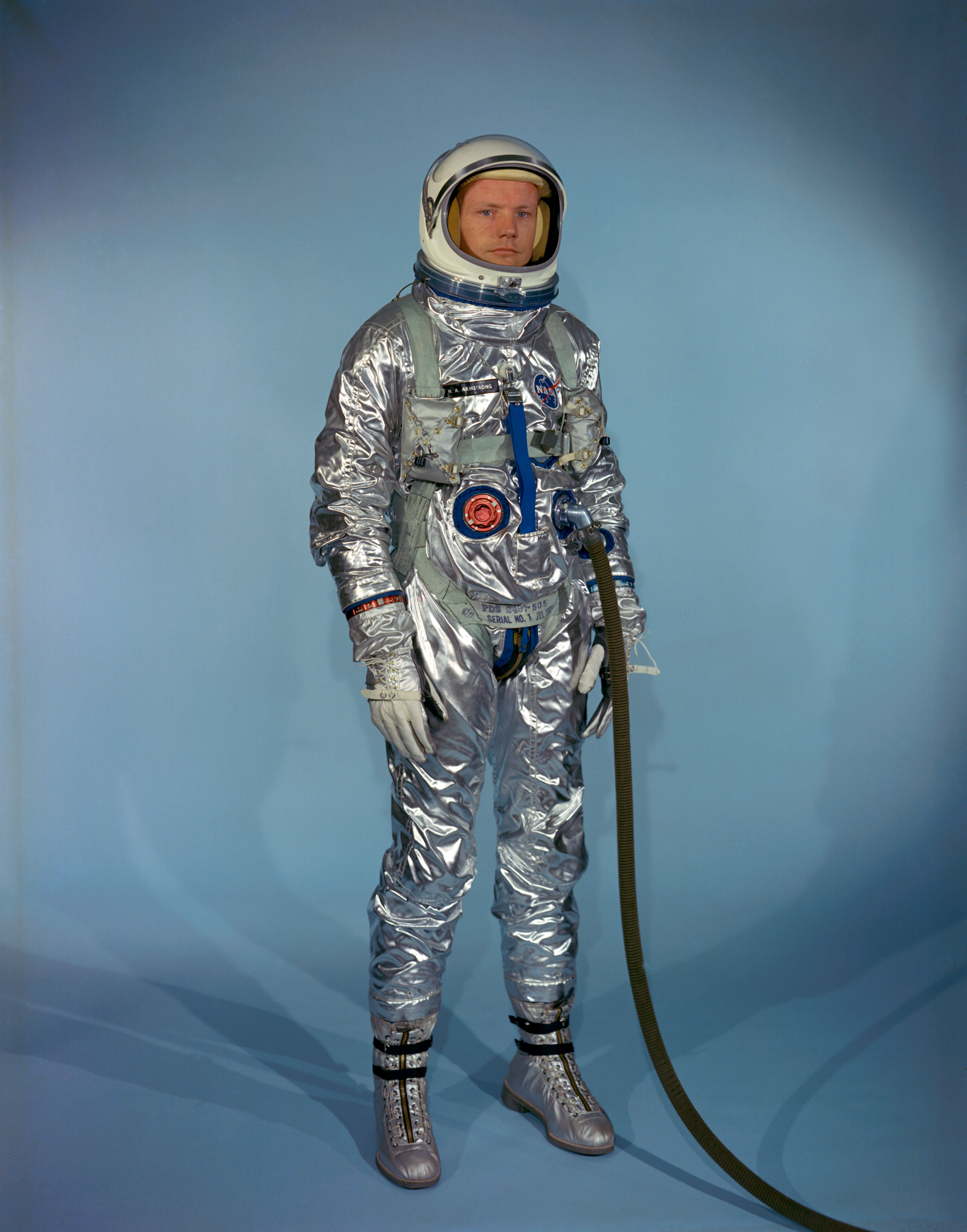
Armstrong vestido con uno de los primeros trajes espaciales del Programa Gemini (1964)

En 1958, Armstrong había sido seleccionado por el programa de la Fuerza Aérea de los Estados Unidos para llevar un hombre al espacio (Man in Space Soonest), pero la Agencia de Proyectos Avanzados de Investigación (ARPA) canceló su financiación el 1 de agosto de 1958 y el 5 de noviembre de ese año fue sustituido por el Programa Mercury, un proyecto civil puesto en marcha por la NASA. Como piloto civil de pruebas de la NASA, Armstrong no podía ser elegido como uno de sus astronautas en ese momento porque la selección estaba restringida a pilotos militares de pruebas. En noviembre de 1960 fue elegido como miembro del grupo de pilotos asesores de la nave espacial militar Boeing X-20 Dyna-Soar y el 15 de marzo de 1962 fue seleccionado por la Fuerza Aérea como uno de los siete pilotos ingenieros que podrían volar al espacio cuando este aparato fuera una realidad.
En abril de 1962, la NASA anunció que iniciaba la búsqueda de los componentes de un segundo grupo de astronautas para el Programa Gemini, un proyecto de nave espacial con dos tripulantes. En esta ocasión, la selección estaba abierta a pilotos de pruebas civiles cualificados. Armstrong visitó la 21 Century Exposition en Seattle en mayo de 1962 y allí asistió a una conferencia sobre la exploración espacial que estaba copatrocinada por la NASA. Tras regresar de Seattle el 4 de junio, se presentó como candidato a astronauta, pero su solicitud llegó una semana después del 1 de junio de 1962, fecha límite de admisión. Dick Day, que había trabajado junto a Armstrong en la base Edwards, vio que su solicitud había llegado fuera de plazo y la metió junto a las demás antes de que nadie se diera cuenta. A finales de junio, Armstrong fue sometido en la base de la Fuerza Aérea Brooks, en San Antonio (Texas), a un examen médico que muchos de los aspirantes a astronauta describieron como doloroso y a veces aparentemente sin sentido.
Deke Slayton, jefe de la Oficina de Astronautas, llamó a Armstrong el 13 de septiembre de 1962 para preguntarle si estaría interesado en unirse al cuerpo de astronautas de la NASA y este aceptó sin dudar. La selección se mantuvo en secreto hasta tres días después, aunque algunos periódicos ya habían anunciado desde principios de ese año que él podría convertirse en «el primer civil astronauta». En efecto, Armstrong fue, junto a Elliot See, uno de los dos pilotos civiles elegidos para el segundo grupo. Comparados con los astronautas del grupo conocido como «Mercury Seven», los primeros astronautas estadounidenses, los nuevos seleccionados eran más jóvenes y tenían mejores credenciales académicas.

### Programa Gemini

#### Gemini 5
El 8 de febrero de 1965, la NASA anunció que Armstrong y See eran la tripulación de respaldo de la misión Gemini 5, con Armstrong como comandante, mientras que la pareja titular eran Gordon Cooper y Charles Conrad. El propósito de la misión era practicar un encuentro espacial y desarrollar procedimientos y equipos para un viaje de larga duración de siete días, algo necesario para volar a la Luna. Con otros dos vuelos en preparación —Gemini 3 y Gemini 4—, había seis tripulaciones compitiendo por el tiempo en el simulador, lo que provocó un retraso en la Gemini 5, que no despegó hasta el 21 de agosto. Armstrong y See vieron el lanzamiento desde Cabo Kennedy y después volaron hasta el Centro de Naves Espaciales Tripuladas en Houston. Esta misión fue en general exitosa, a pesar de un problema con las pilas de combustible que obligó a Cooper y Conrad a practicar un «encuentro fantasma», es decir, ejecutaron la maniobra sin un objetivo.

#### Gemini 8

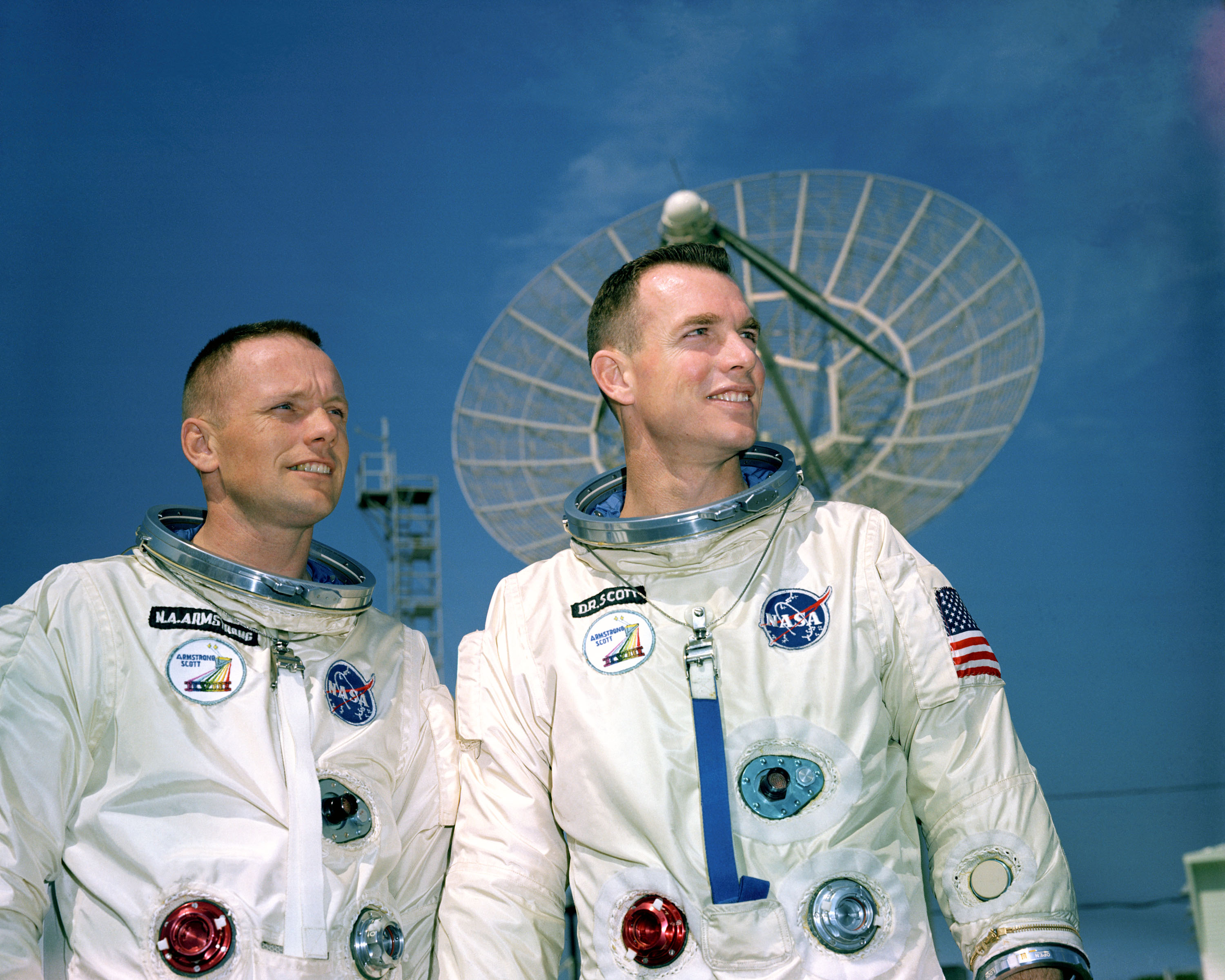
Armstrong (izq.) y David Scott, tripulantes de la Gemini 8 en marzo de 1966.

Los nombres de los tripulantes de la Gemini 8 se anunciaron el 20 de septiembre de 1965: Armstrong sería piloto comandante y David Scott piloto. See fue asignado como comandante de la Gemini 9. Scott era el primero del tercer grupo de astronautas, cuyos miembros habían sido anunciados el 18 de octubre de 1963. En adelante, cada misión Gemini sería comandada por un miembro del grupo de Armstrong y pilotada por un miembro del grupo de Scott. En esta ocasión, Conrad sería el respaldo de Armstrong y Gordon el de Scott. Neil Armstrong se convirtió así en el primer civil estadounidense en volar al espacio, pues tres años antes Valentina Tereshkova había sido la primera civil y la primera mujer en volar más allá de la atmósfera a bordo de la Vostok 6, lanzada el 16 de junio de 1963. Armstrong también sería el último de su grupo en viajar al espacio, pues Elliot See falleció en el accidente de un avión de entrenamiento Northrop T-38 Talon el 28 de febrero de 1966, en el que también perdió la vida su compañero Charles Bassett; ambos fueron reemplazados por Thomas P. Stafford y Eugene Cernan.
La Gemini 8 fue lanzada el 16 de marzo de 1966. Era el sexto vuelo espacial tripulado del programa Gemini de la NASA, y el más complejo hasta entonces, porque incluía el encuentro y acoplamiento con el vehículo no tripulado Agena y también la segunda actividad extravehicular (EVA) que se había hecho hasta entonces, que debía llevar a cabo Scott. En total, estaba planeado que la misión durara 75 horas, 55 de ellas en órbita. Tras el despegue del Agena a las 10 a. m. EST, el cohete Titan II que transportaba a Armstrong y Scott despegó a las 11:41 a. m. y los puso en una órbita desde la que podrían perseguir al Agena. El encuentro y primer atraque entre dos naves espaciales se completó con éxito. El contacto con los tripulantes fue intermitente debido a la falta de estaciones de seguimiento que cubrieran la totalidad de sus órbitas. Sin comunicación con la Tierra, las naves acopladas comenzaron a girar y Armstrong intentó corregirlo con el sistema de maniobra orbital de la Gemini. Se desacoplaron siguiendo el consejo que les dio el Centro de Control de la Misión, pero el giro aumentó dramáticamente hasta el punto de dar una vuelta por segundo, lo que significaba que el problema estaba en los sistemas de la propia Gemini. Armstrong decidió que lo único que podían hacer era activar el sistema de control de reentrada y apagar el de maniobra orbital. Las normas de la misión dictaban que una vez que se activara el control de reentrada, la nave espacial tendría que regresar a la Tierra a la primera oportunidad y así fue. La Gemini 8 amerizó en el océano Pacífico occidental, unos mil kilómetros al sur de Yokosuka, Japón. Después se sospechó que un cable dañado pudo provocar el atasco de uno de los propulsores en la posición de encendido.

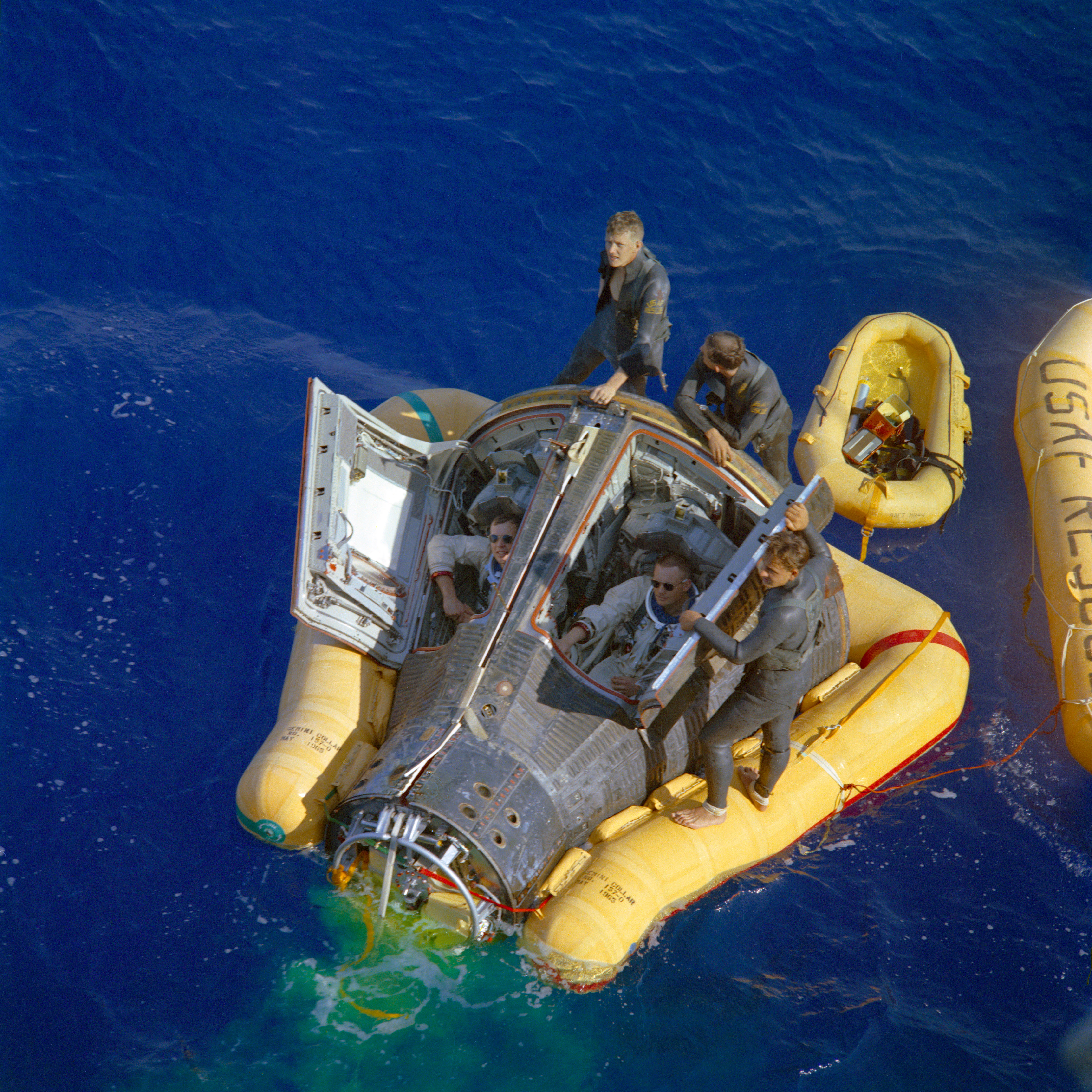
Recuperación de la Gemini 8 en el océano Pacífico occidental. Armstrong está sentado a la derecha.

Walter Cunningham, de la oficina de astronautas, declaró públicamente que Armstrong y Scott habían ignorado los procedimientos de avería en este incidente y que el comandante podría haber salvado la misión si hubiera encendido solo uno de los dos anillos del sistema de control de reentrada, salvando así el resto de objetivos de la misión. Estas críticas eran infundadas, pues no existían esos procedimientos de avería y además solo era posible activar los dos anillos a la vez. Gene Kranz escribió: «La tripulación reaccionó de acuerdo a su entrenamiento, y lo hicieron mal porque no los entrenamos bien». Los planificadores y controladores de la misión habían fallado al no darse cuenta de que cuando dos naves están acopladas, deben ser consideradas como una sola. Kranz consideró esto la principal lección. El propio Armstrong se deprimió por la interrupción de la misión, que canceló la mayor parte de sus objetivos y privó a Scott de su paseo espacial. El Agena fue después usado como objetivo de acoplamiento por la Gemini 10. Armstrong fue galardonado con la Medalla por Servicio Excepcional de la NASA y Scott con la Cruz de Vuelo Distinguido de la Fuerza aérea. Armstrong recibió también un aumento salarial de 678 dólares, con lo que su remuneración pasó a ser de 21 653 dólares anuales (equivalentes a $210 066 en 2024), lo que lo convirtió en el astronauta mejor pagado de la NASA.

#### Gemini 11
La última asignación de Armstrong en el programa Gemini fue como piloto comandante de reserva de la Gemini 11, algo que fue anunciado dos días después del amerizaje de la Gemini 8. Después de haber entrenado para dos vuelos espaciales, Armstrong conocía bien los sistemas y su tarea fue mayormente de enseñanza para el piloto de reserva, el novato William Anders. El lanzamiento de esta nueva misión Gemini tuvo lugar el 12 de septiembre de 1966 con Pete Conrad y Dick Gordon a bordo, que completaron con éxito los objetivos mientras Armstrong cumplía funciones de comunicador de cápsula (CAPCOM).
Después del vuelo, el presidente Lyndon B. Johnson les pidió a Neil Armstrong y a su esposa que participaran en una gira de buena voluntad a América del Sur durante 24 días. En esta gira, en la que también estuvieron Dick Gordon y George Low con sus esposas, así como otros funcionarios del gobierno estadounidense, visitaron once países y catorce grandes ciudades. En Paraguay, Armstrong impresionó a los dignatarios saludándolos en una lengua local, el guaraní, mientras que en Brasil recordó las hazañas del pionero de la aviación Alberto Santos Dumont, nacido en dicho país.

### Programa Apolo
El 27 de enero de 1967, día del incendio con consecuencias fatales del Apolo 1, Armstrong estaba en Washington D. C. junto a Gordon Cooper, Dick Gordon, James A. Lovell y Scott Carpenter para la firma del Tratado sobre el espacio ultraterrestre de la ONU. Los astronautas charlaron con los dignatarios allí reunidos hasta las 6:45 p. m., cuando Carpenter se marchó al aeropuerto y el resto regresaron al hotel Georgetown Inn, donde cada uno de ellos encontró un mensaje para que telefonearan al Centro de Naves Espaciales Tripuladas en Houston. Durante estas llamadas telefónicas tuvieron noticia de las muertes de los tres astronautas del Apolo 1, Gus Grissom, Ed White y Roger Chaffee. Armstrong y sus compañeros pasaron el resto de la noche bebiendo whisky y hablando de la tragedia.
El 5 de abril de 1967, fecha en la que se hizo público el resultado de la investigación sobre el fuego en el Apolo 1, Armstrong y otros diecisiete astronautas se reunieron con Deke Slayton. Lo primero que este les dijo fue: «Los chicos que volarán en las primeras misiones lunares son los que están en esta habitación». Según Eugene Cernan, Armstrong no mostró ninguna reacción a ese anuncio porque no le causaba sorpresa, los hombres que se encontraban allí eran todos veteranos del programa Gemini y por tanto las únicas personas que podrían volar en las misiones lunares. Slayton les informó de las misiones planeadas y nombró a Armstrong miembro de la tripulación de reserva del Apolo 9, que entonces tenía previsto ser una prueba en la órbita circular intermedia de la Tierra del módulo lunar y el módulo de servicio.
La lista de tripulantes se anunció oficialmente el 20 de noviembre de 1967. Sus compañeros iban a ser Lovell y Buzz Aldrin, tripulantes de la Gemini 12. Después de varios retrasos en el diseño y construcción del Módulo Lunar, los Apolo 8 y 9 intercambiaron sus tripulaciones y de esa manera, en base al esquema normal de rotación, Armstrong comandaría el Apolo 11. Sin embargo, habría un cambio. Michael Collins, tripulante del Apolo 8, comenzó a tener problemas en sus piernas y los médicos diagnosticaron que el problema se debía a un crecimiento óseo entre su quinta y sexta vértebra que requería cirugía. Así, Lovell ocupó su lugar como tripulante del Apolo 8 y cuando se recuperó, Collins se unió a la tripulación que encabezaba Armstrong.

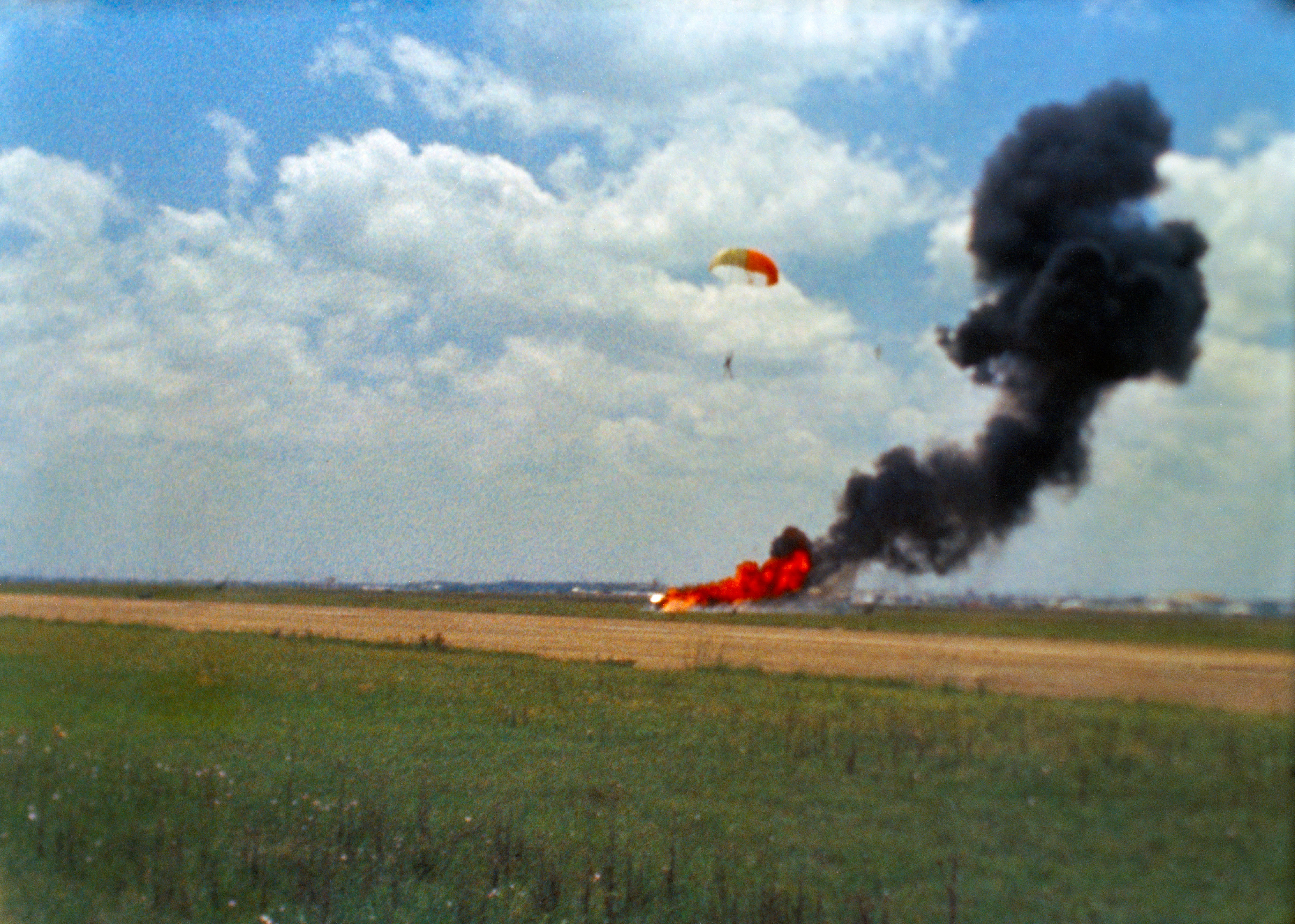
Armstrong vuela en paracaídas después de eyectarse del LLRV 1 el 6 de mayo de 1968

Para dar a los astronautas experiencia en el tipo de vuelo que iba a desarrollar el módulo lunar, la NASA encargó a la Bell Aircraft Corporation que construyera varios vehículos de investigación de alunizaje (LLRV por sus siglas en inglés), después complementados por tres vehículos de entrenamiento de alunizaje (LLTV). Apodados «somieres voladores», estos vehículos simulaban la escasa gravedad de la Luna, de solo una sexta parte que la terrestre, usando un motor turbofan para soportar el peso del mismo en la Tierra, que era muy superior al que tendría en la Luna. El 6 de mayo de 1968, a treinta metros de altura, el LLRV de Armstrong falló y comenzó a alabear. El piloto pudo eyectarse justo a tiempo, pues si lo hubiera hecho tan solo un segundo después su paracaídas no se habría abierto. El único daño que sufrió fue que se mordió la lengua. El LLRV quedó completamente destruido. A pesar de estar a punto de morir, Armstrong estaba convencido de que los alunizajes no habrían tenido éxito sin la experiencia que esos vehículos de entrenamiento les dieron a los astronautas.
Además del uso de los LLRV, la NASA comenzó el entrenamiento para el alunizaje en un simulador una vez que se completó la misión del Apolo 10. Aldrin y Armstrong trabajaron con los instructores para preparar las incidencias más probables que se podrían presentar durante el alunizaje real. Ambos solo tuvieron tiempo de participar en una expedición geológica, a las montañas occidentales de Texas. Los periodistas los encontraron allí y llenaron la zona de coches y un helicóptero, lo que dificultó que los astronautas atendieran a las explicaciones de los geólogos. También recibieron lecciones de geología en las instalaciones de la NASA.

#### Apolo 11

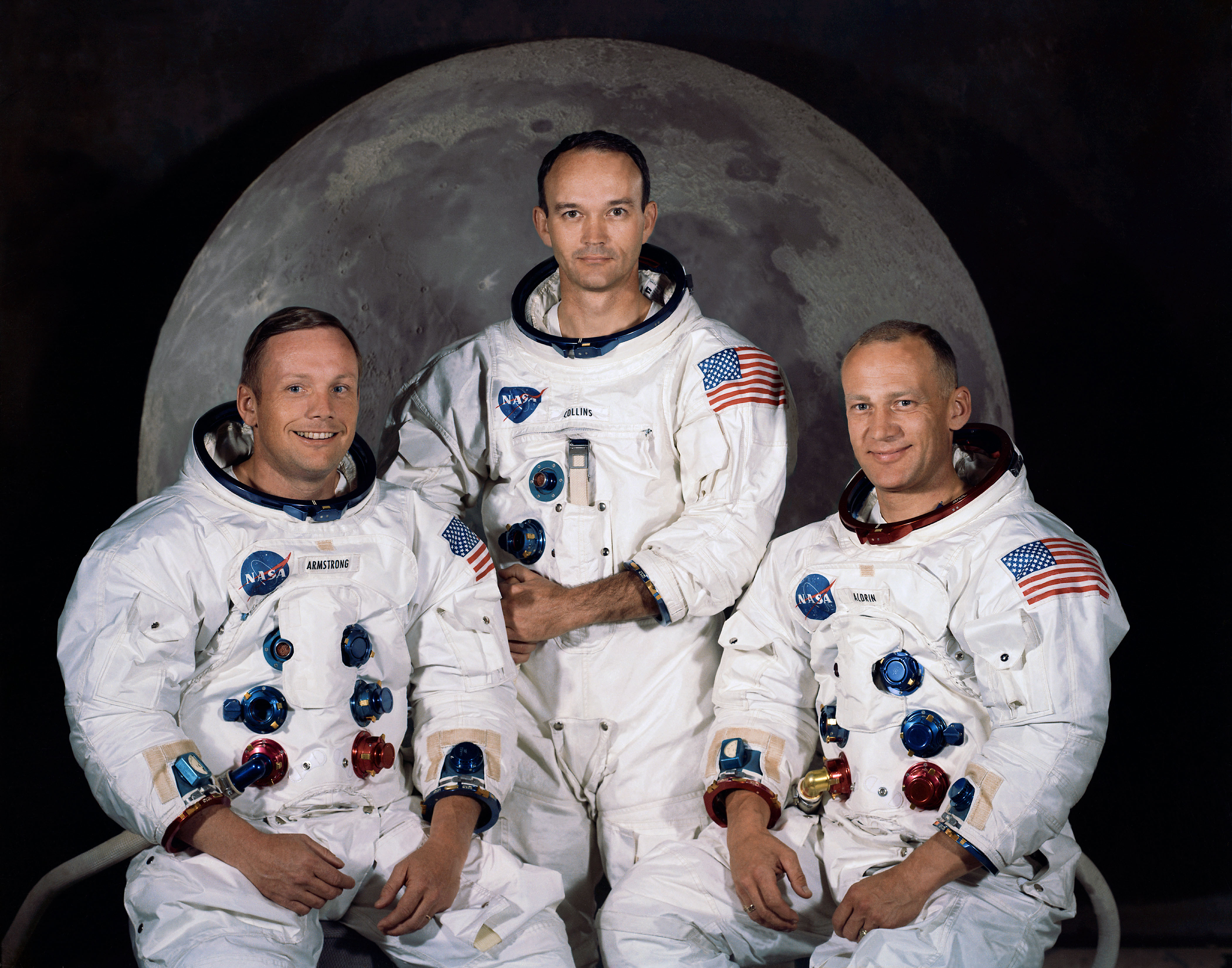
Tripulación del Apolo 11. De izquierda a derecha: Neil Armstrong, Michael Collins y Buzz Aldrin.

Después de ser reserva del comandante del Apolo 8, que había orbitado la Luna, el 23 de diciembre de 1968 Deke Slayton le ofreció a Armstrong ser comandante del Apolo 11. En una reunión, que no se hizo pública hasta la publicación de la biografía del astronauta en 2005, Slayton le contó a Armstrong que, aunque la tripulación planeada era él como comandante, Buzz Aldrin como piloto del módulo lunar y Michael Collins como piloto del módulo de mando, le ofrecía la posibilidad de sustituir a Aldrin por Jim Lovell. Después de pensarlo durante un día, Armstrong le dijo a Slayton que seguiría con Aldrin, con quien no tenía dificultades para trabajar y pensaba que Lovell merecía ser comandante de su propia misión. El piloto del módulo lunar era en la práctica el miembro de menor rango y Armstrong no quería que Lovell, que había comandado la Gemini 12, fuera el tripulante menos importante del Apolo 11. La tripulación del Apolo 11 fue oficialmente anunciada el 9 de enero de 1969, compuesta por Armstrong, Collins y Aldrin, mientras que Lovell, William Anders y Fred Haise serían los tripulantes de reemplazo.
Según Chris Kraft, en una reunión en marzo de 1969 en la que estuvo con Slayton, George Low y Bob Gilruth, se decidió que Armstrong sería la primera persona en intentar pisar la Luna, decisión que se fundamentó en que los gestores de la NASA lo veían como un hombre con poco ego. En una conferencia de prensa que tuvo lugar el 4 de abril de 1969 se explicó que la razón por la que Armstrong sería el primero en descender la tenía el diseño del módulo lunar: la escotilla se abría hacia dentro en el lado derecho y ello dificultaba que el piloto del módulo [Aldrin] saliera primero. En el momento de su reunión, los cuatro hombres no sabían nada sobre la ubicación de la escotilla. Nadie supo de esta reunión hasta que Kraft publicó su libro en 2001. Había formas de superar este inconveniente, pero no se sabe si fueron consideradas entonces. Slayton añadió: «En segundo lugar, en base al protocolo, supuse que el comandante debía ser el primer tripulante en salir. Bob Gilruth [director del Centro de Naves Espaciales Tripuladas] aprobó mi decisión».

##### Vuelo a la Luna

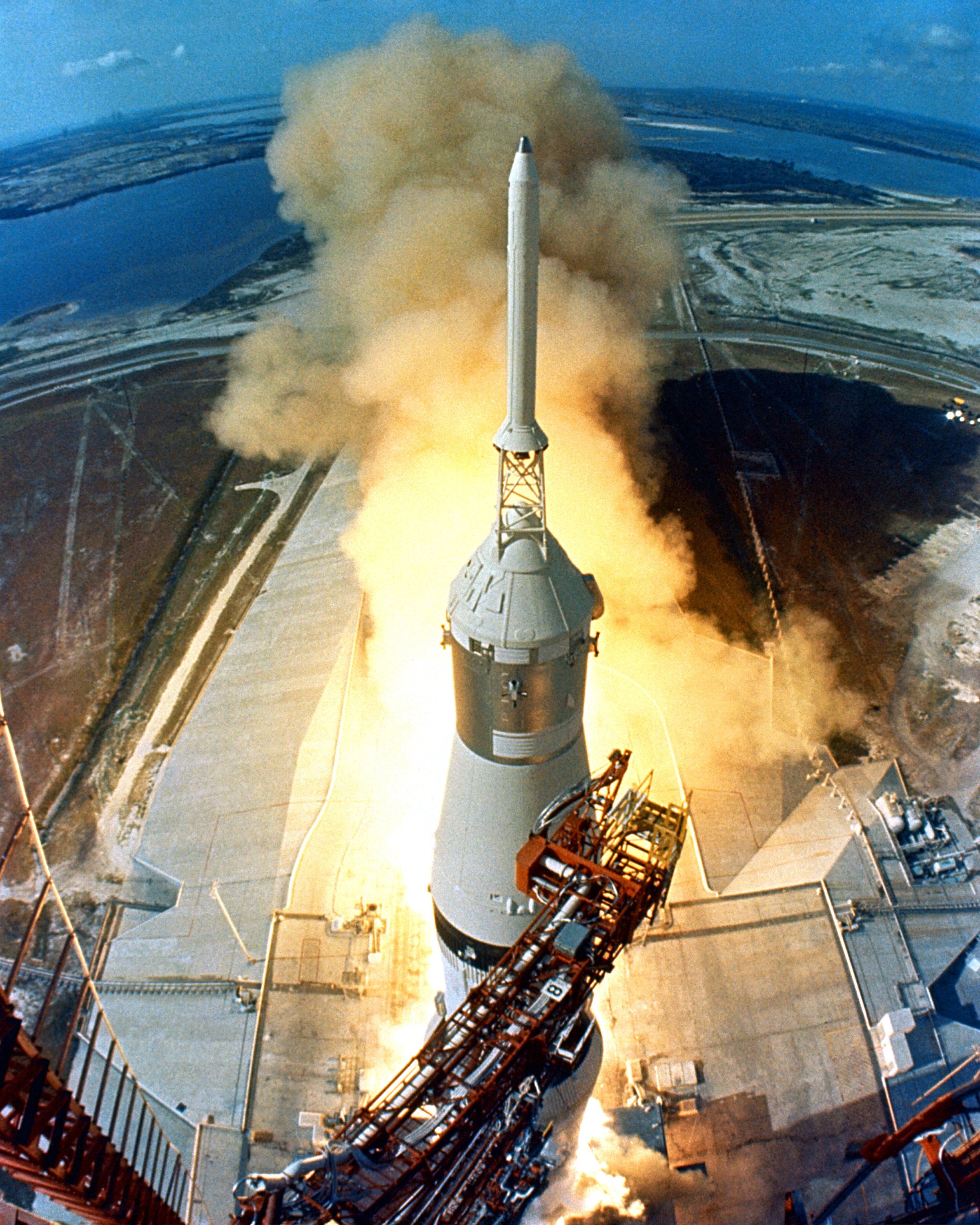
Lanzamiento del cohete Saturno V con el Apolo 11. Centro espacial John F. Kennedy, 16 de julio de 1969.

Un cohete Saturno V lanzó a la Apolo 11 desde el Complejo de lanzamiento 39 en el Centro espacial John F. Kennedy el 16 de julio de 1969 a las 13:32:00 UTC (09:32:00 hora local). Su esposa Janet y sus dos hijos observaban desde un yate amarrado en el cercano río Banana. Durante el lanzamiento del Apolo 11 al espacio, el corazón de Armstrong llegó a una velocidad de 110 pulsaciones por minuto. Al astronauta le pareció que la primera fase fue muy ruidosa, mucho más que el despegue de la Gemini 8 con el cohete Titan II. La cápsula de mando del Apolo era además bastante más espaciosa y la posibilidad de moverse más libremente que ofrecía a los tripulantes fue quizá el motivo por el que ninguno de sus tres astronautas sufrió el síndrome de adaptación espacial, algo que sí sintieron astronautas anteriores. Armstrong estuvo especialmente contento porque no sufrió ni cinetosis, propenso a sufrirla desde niño, ni las habituales náuseas tras períodos prolongados de acrobacias aéreas.
El objetivo del Apolo 11 era posarse sobre la Luna de forma segura, aunque no necesariamente en un punto concreto. A los tres minutos de iniciar el descenso sobre nuestro satélite natural, Armstrong se percató desde el módulo lunar, bautizado Eagle por él mismo, que pasaban sobre los cráteres lunares unos dos segundos antes de lo previsto, lo que significaba que alunizarían varios kilómetros más allá del punto pretendido. Mientras el radar de alunizaje de la Eagle detectaba la superficie, aparecieron varias alarmas de fallo en el ordenador. La primera fue la alarma código 1202, cuyo significado desconocían tanto Armstrong como Aldrin a pesar de su exhaustivo entrenamiento. Enseguida se puso en contacto con ellos el comunicador de cápsula Charles M. Duke desde Houston para decirles que no debían preocuparse, que esa alarma solo indicaba un exceso de multitarea en el ordenador de navegación del Apolo. Según dijo Buzz Aldrin en el documental En la sombra de la Luna, esa multitarea se produjo porque él decidió dejar encendido el radar de acoplamiento durante el alunizaje, aunque esto no estaba planeado. Por ello, el ordenador se puso a procesar datos de radar innecesarios, no tuvo tiempo de ejecutar todas las tareas y dejó caer las de menor prioridad. Aldrin declaró que lo hizo con la finalidad de facilitar el acoplamiento con la cápsula de mando en caso de que fuera necesario abortar el alunizaje, sin percatarse de que podría causar el exceso de multitarea.
Cuando Armstrong se percató de que se dirigían hacia una zona de alunizaje que él consideraba poco segura, tomó el control manual del módulo lunar y trató de buscar otra zona más apropiada, lo que llevó más tiempo del esperado y de lo que ninguna simulación había previsto. Por ello, en el Centro de Control de Misión se preocuparon porque el Módulo Lunar se quedara sin combustible. Tras posar el módulo en la superficie lunar, Aldrin y Armstrong creían tener unos cuarenta segundos restantes de combustible, incluidos los veinte segundos que debían reservar en caso de un aborto. Durante los entrenamientos, Armstrong había llegado a aterrizar varias veces el LLTV por debajo de quince segundos restantes de combustible y por ello confiaba en que el módulo lunar sobreviviría a un descenso de quince metros si fuera necesario. Los análisis tras la misión demostraron que en el momento del alunizaje les quedaba combustible para unos 45 o 50 segundos.
El alunizaje tuvo lugar varios segundos después de las 20:17:40 UTC del 20 de julio de 1969. En ese momento, una de las tres sondas de 170 cm del módulo Eagle entró en contacto con la superficie de la Luna y un panel de luces se iluminó, tras lo que Aldrin exclamó: «Luz de contacto». Armstrong apagó el motor y dijo: «Apagado». A medida que el módulo se asentaba en la superficie lunar, Aldrin comentó: «De acuerdo, paro de motor», y a continuación ambos enumeraron una serie de comprobaciones. Tras una pausa de diez segundos, Duke reconoció el alunizaje con las palabras: «Le copiamos abajo, Eagle». Armstrong anunció la exitosa maniobra de alunizaje al Centro de Control de Misión y al mundo con las siguientes palabras: «Houston, aquí la Base Tranquilidad. El Eagle ha alunizado». Los dos astronautas lo celebraron dándose la mano y con unas palmadas en la espalda antes de retomar las numerosas comprobaciones de tareas que eran necesarias para que el módulo estuviera preparado en caso de tener que abandonar la Luna si surgían problemas durante los primeros momentos en su superficie. Después de que Armstrong confirmara el alunizaje, Duke volvió a agradecérselo y les expresó la ansiedad de los controladores de vuelo: «Roger,… Tranquilidad. Os copiamos en la Tierra. Tenéis a un montón de chicos a punto de ponerse azules. Respiramos de nuevo. Muchas gracias». Durante el alunizaje el corazón de Armstrong latió entre 100 y 150 pulsaciones por minuto.

##### Primer paseo por la Luna
Aunque el plan oficial de vuelo de la NASA preveía un período de descanso para los tripulantes antes de su actividad extravehicular, Armstrong pidió que el paseo lunar se adelantara a principios de la tarde, hora de Houston. Una vez que los astronautas estuvieron listos para salir, se despresurizó el Eagle, se abrió la escotilla y Armstrong se dirigió en primer lugar hacia el exterior. Cuando llegó al final de la escalera, dijo: «Voy a bajar del módulo lunar ahora». Luego se giró y posó su bota izquierda en la superficie lunar a las 2:56 UTC del 21 de julio de 1969, tras lo que pronunció su famosa frase: «Es un pequeño paso para un hombre, pero un gran salto para la humanidad» (en inglés: That's one small step for [a] man, one giant leap for mankind).
Neil Armstrong preparó esas célebres palabras él solo. En una rueda de prensa posterior a la misión, dijo que había escogido esa frase justo antes de salir del módulo lunar. En una entrevista para la revista Esquire en 1983 explicó: «Siempre supe que había probabilidades de regresar a la Tierra, pero pensaba que las oportunidades de un despegue exitoso de la Luna estaban en un cincuenta por ciento. La mayoría de la gente no sabía lo difícil que era la misión, así que me pareció que no tenía mucho sentido pensar en algo que decir si hubiéramos tenido que abortar el alunizaje». En 2012, su hermano Dean Armstrong afirmó que Neil le había enseñado una nota en la que había esbozado la frase meses antes del viaje, aunque el historiador Andrew Chaikin, que había entrevistado a Armstrong en 1988 para su libro A Man on the Moon, le rebatió en 2013 defendiendo que el astronauta pensó en esas palabras de manera espontánea durante la misión. Cuando Armstrong hizo su proclamación, la cadena de radio Voz de América era retransmitida en directo por la BBC y otras muchas cadenas de todo el mundo. Se estima que la audiencia global en ese momento era de 530 millones de oyentes, en una época en la que la población mundial era de poco más de 3600 millones de personas.

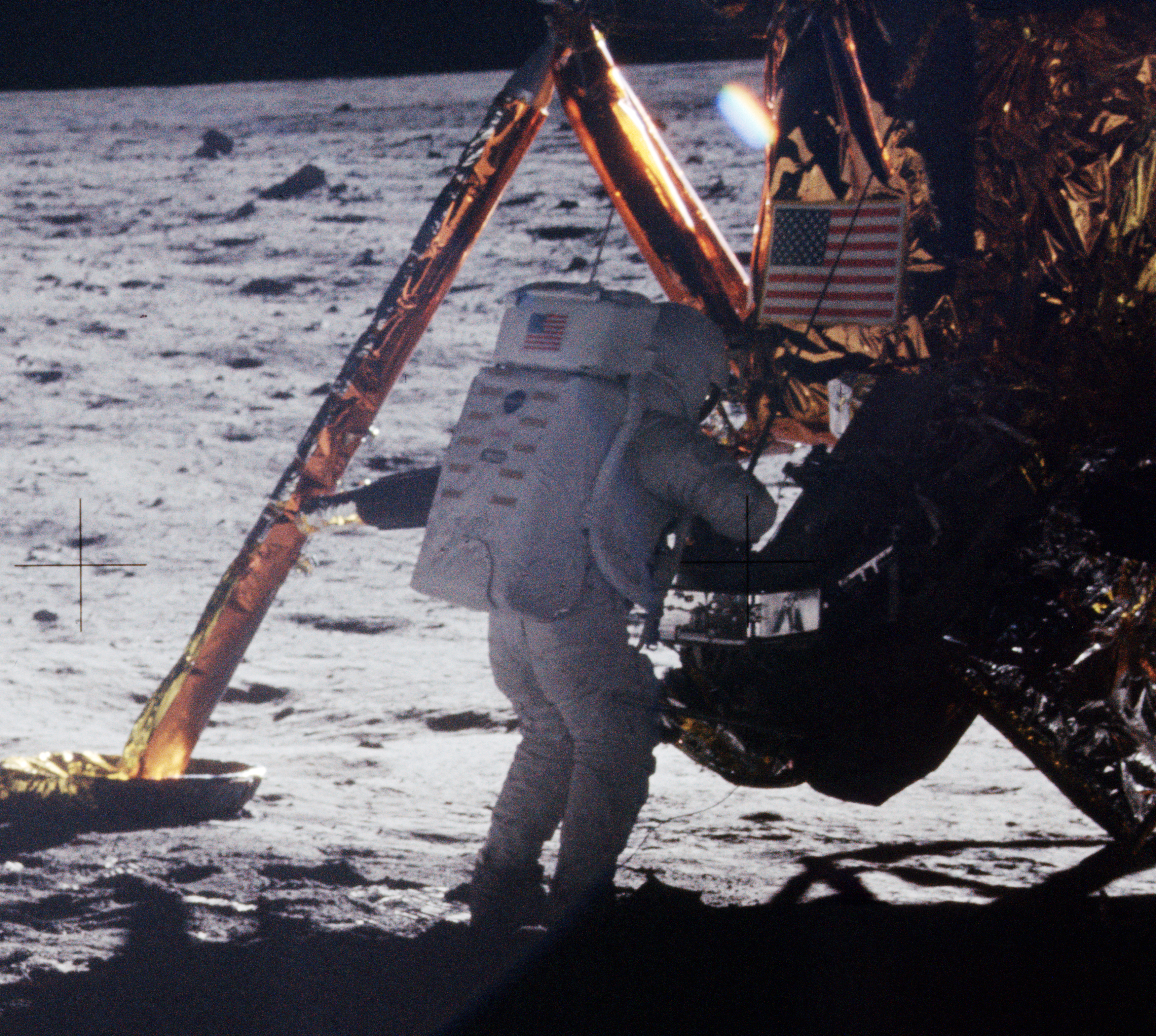
Armstrong en la Luna el 21 de julio de 1969.

Unos veinte minutos después del primer paso, Aldrin se unió a su compañero sobre la superficie del satélite natural y se convirtió así en el segundo ser humano en poner pie en la Luna. Ambos comenzaron a realizar diversas tareas para investigar cuánto le costaba a una persona moverse por la superficie lunar. Una de las primeras cosas que hicieron fue descubrir una placa en conmemoración de su vuelo, además de plantar la bandera de los Estados Unidos. La bandera usada en esa misión tenía una barra horizontal metálica para mantenerla bien visible, pero debido a que esa barra no era tan ancha como la bandera y a que esta había sido fuertemente plegada y empaquetada para el viaje, en todo momento lució ondulada, como si el viento, inexistente en la Luna, la agitase. El presidente Richard Nixon les dijo unas palabras a los astronautas por teléfono desde la Casa Blanca durante un minuto y después Armstrong le respondió durante medio minuto. En todo el amplio registro fotográfico del Apolo 11 solo hay cinco fotografías en las que aparece Armstrong parcialmente, lo que se debe a que la misión, planificada al milímetro, le asignaba a él la mayor parte de las tareas fotográficas, que llevó a cabo con una única cámara Hasselblad especialmente modificada.

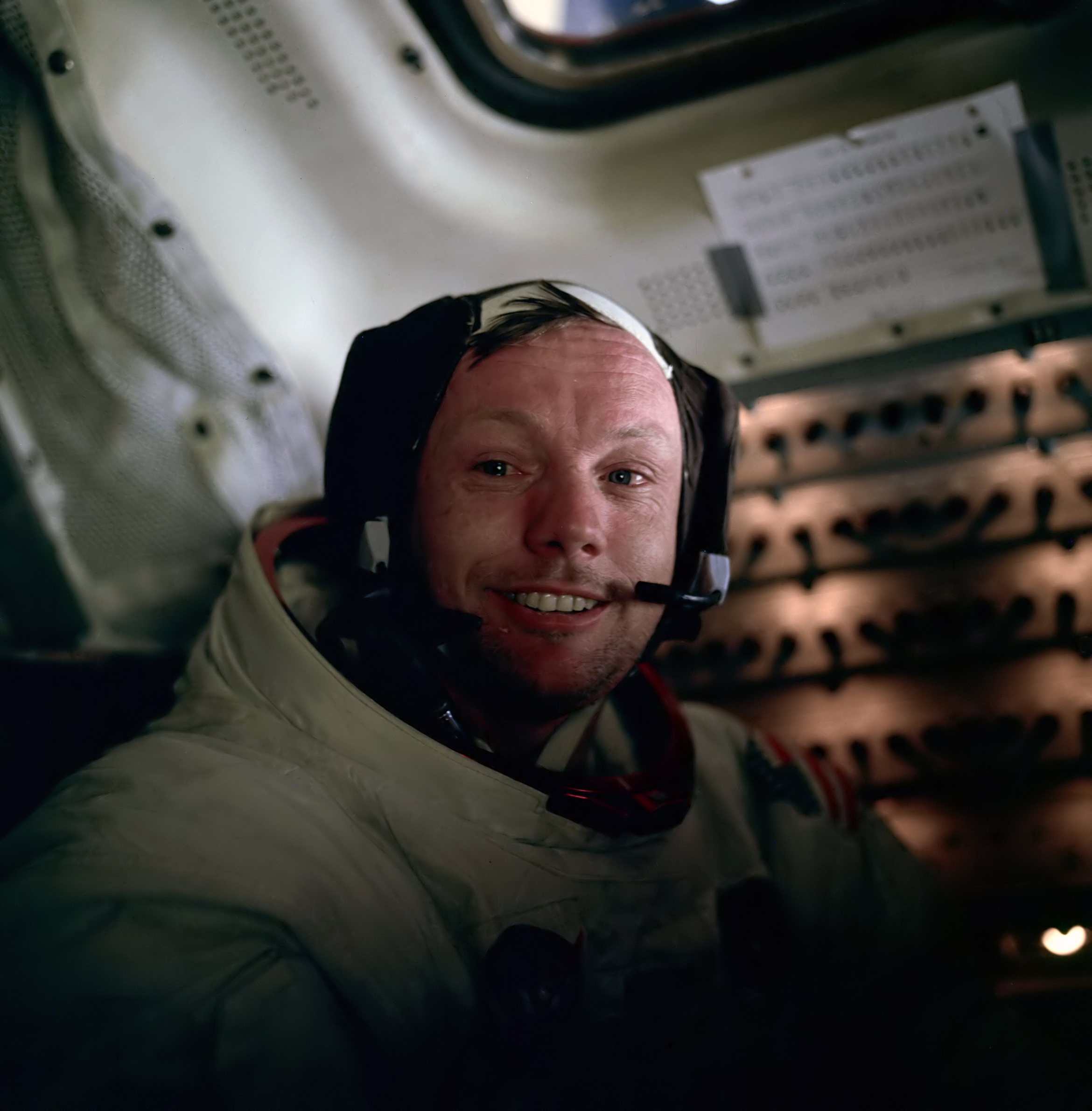
Aldrin tomó esta foto de Armstrong dentro del módulo lunar tras completar el primer paseo sobre la Luna el 21 de julio de 1969

Tras ayudar a colocar los paquetes de experimentos Apolo en la superficie lunar, Armstrong dio una vuelta por lo que hoy se conoce como Cráter Este, a 59 metros al este del módulo lunar, el punto más lejano del módulo al que se aventuraron los miembros del Apolo 11. La última tarea de Armstrong fue recordar a Aldrin que dejara allí un pequeño paquete con objetos en conmemoración de los cosmonautas soviéticos ya fallecidos Yuri Gagarin y Vladímir Komarov, así como de Grissom, White y Chaffee, fallecidos en el incendio del Apolo 1 en 1967. El tiempo total del primer paseo lunar fue de unas dos horas y media, el más breve de las seis misiones Apolo que llevaron seres humanos a la Luna. Cada misión Apolo fue incrementando el número de horas de los astronautas sobre nuestro satélite natural y los miembros del Apolo 17 llegaron a permanecer veintidós horas explorando la superficie lunar. En una entrevista en 2010, Armstrong explicó que la NASA limitó la duración de su paseo lunar porque no estaban seguros de cómo soportarían sus trajes las temperaturas extremas de la Luna.

##### Regreso a la Tierra
Después de volver al interior del módulo lunar, cerraron y sellaron la escotilla. Mientras se preparaban para despegar de la Luna, ambos se percataron de que con sus voluminosos trajes habían roto el interruptor de ignición para el motor de ascenso. Usando un bolígrafo, pulsaron el disyuntor para activar la secuencia de despegue. El módulo abandonó la superficie lunar y continuó para encontrarse y acoplarse con el módulo de mando y servicio que orbitaba la Luna, llamado Columbia, y en el cual esperaba Michael Collins. Los tres astronautas regresaron a la Tierra y amerizaron en el océano Pacífico el 24 de julio, donde fueron recogidos por el portaviones USS Hornet.

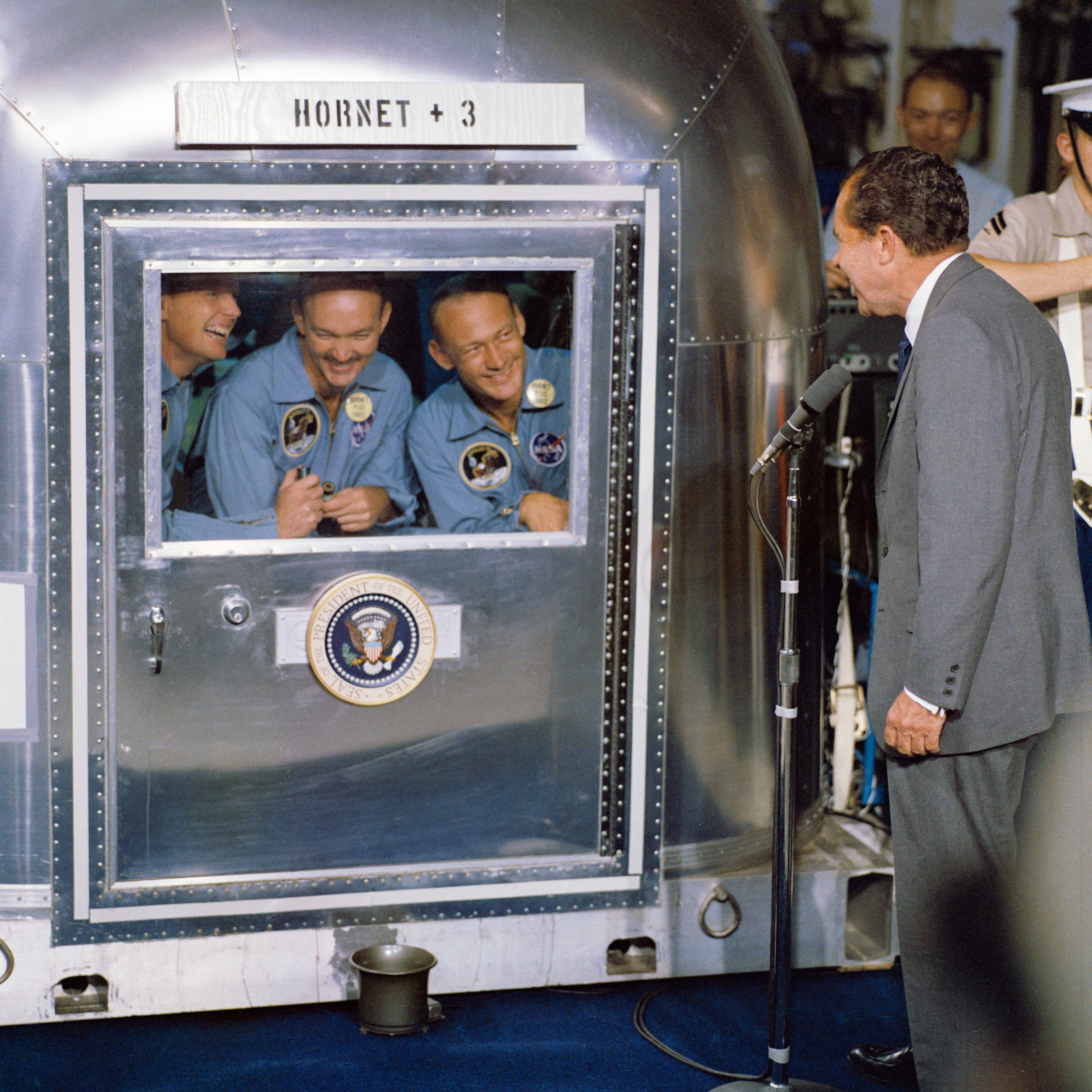
El presidente Richard Nixon dando la bienvenida a la tripulación del Apolo 11 durante su período de cuarentena a bordo del portaviones (24 de julio de 1969).

Tras pasar una cuarentena de dieciocho días, durante la cual se aseguró que no traían infecciones ni enfermedades de su aventura espacial, los tres miembros del Apolo 11, ya mundialmente famosos, se embarcaron en una gira llamada «El Gran Salto» por todo Estados Unidos y muchos países alrededor del mundo durante 45 días. Armstrong también participó en el espectáculo de la United Service Organizations dirigido por el cómico Bob Hope, durante el cual visitó a las tropas estadounidenses desplegadas en Vietnam.
En mayo de 1970, Neil Armstrong viajó a la Unión Soviética para dar una charla en la 13.ª conferencia anual del Comité Internacional de Investigación Espacial. Llegó a la ciudad de Leningrado procedente de Polonia y se desplazó hasta Moscú, donde conoció al Presidente del Consejo de Ministros de la Unión Soviética, Alekséi Kosygin. Allí fue el primer occidental que vio el avión supersónico Túpolev Tu-144 y le llevaron a visitar el Centro de Entrenamiento de Cosmonautas Gagarin. Al final del día, vio un vídeo del reciente lanzamiento de la Soyuz 9, una misión que en ese momento todavía permanecía en órbita y en la cual estaba embarcado Andrián Nikoláyev, marido de la que había sido su anfitriona, la astronauta pionera Valentina Tereshkova.

## Vida después de la Apolo

### Profesor universitario
Armstrong anunció poco después de la misión Apolo 11 que no tenía planeado volver a viajar al espacio. Fue nombrado Administrador Asociado Adjunto de aeronáutica en la Oficina de Investigación y Tecnología Avanzada, perteneciente a la Agencia de Proyectos de Investigación Avanzados (ARPA). Sin embargo, permaneció en este puesto solo un año y en 1971 renunció totalmente a ocupar ningún cargo dentro de la NASA. Aceptó un puesto de profesor en el Departamento de Ingeniería Aeroespacial de la Universidad de Cincinnati, una universidad que eligió entre ofertas de muchas otras, incluida la que era su alma mater, Purdue, porque tenía un pequeño departamento aeroespacial. Esperaba que los miembros de la facultad no se molestaran porque accediera al puesto de profesor teniendo tan solo un título de máster otorgado por la Universidad del Sur de California. Armstrong había comenzado a trabajar en ese máster años atrás mientras estaba destinado en la base Edwards y lo completó después del Apolo 11 presentando un informe sobre varios aspectos de la misión lunar, en lugar de una tesis sobre la simulación de vuelo hipersónico.

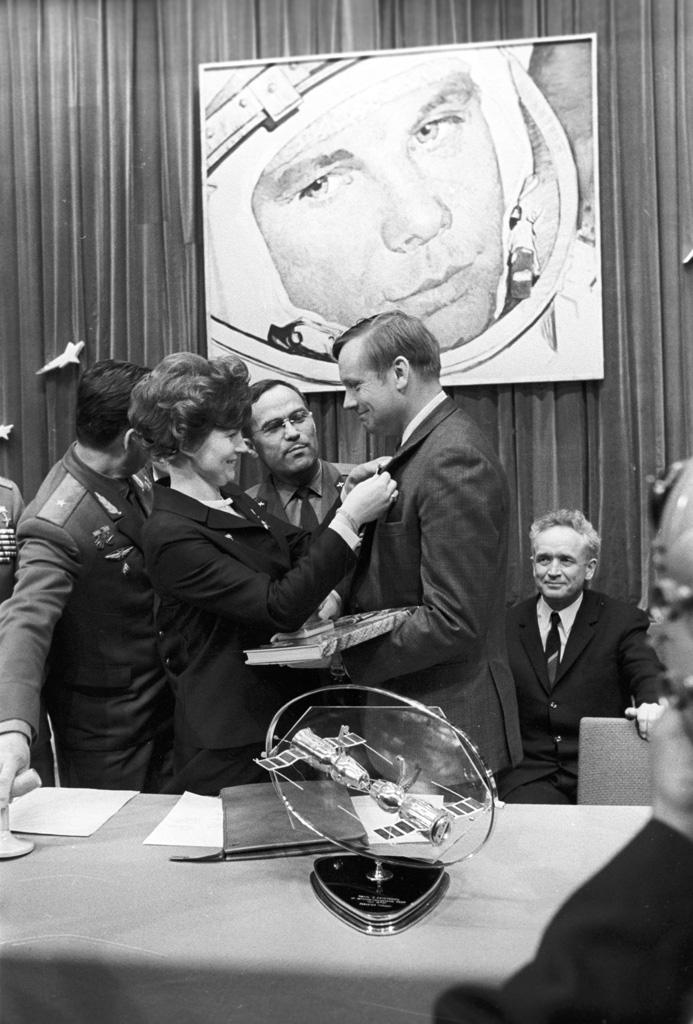
Valentina Tereshkova, la primera mujer en el espacio, condecorando a Neil Armstrong en el Centro Gagarin, URSS, en junio de 1970.

En la Universidad de Cincinnati ejerció como profesor de Ingeniería Aeroespacial. Tuvo una pesada carga de trabajo e impartió asignaturas esenciales de la carrera de ingeniería. Armstrong creó dos asignaturas nuevas en la universidad: diseño de aeronaves y mecánica de vuelo experimental. Era considerado un buen profesor, y muy exigente con sus alumnos. Para las actividades universitarias de investigación no trabajó con la NASA para no aparentar favoritismo, una decisión que más tarde lamentó. Después de ocho años como docente, renunció a su trabajo en 1980, cuando la universidad pasó de ser una institución municipal independiente a centro de estudios estatal, lo cual incrementó la burocracia. No quiso formar parte del grupo de negociación colectiva de la facultad, por lo que decidió enseñar a media jornada. De acuerdo con Armstrong, tenía la misma carga de trabajo pero con la mitad del salario. En 1979, menos del 10 % de sus ingresos provenían de su sueldo como profesor. Los empleados de la universidad no supieron del por qué de su marcha.

### Encargos de la NASA
En 1970, después de la explosión que obligó a abortar el alunizaje del Apolo 13, Armstrong formó parte de la comisión de investigación del accidente que encabezó Edgar Cortright, para lo cual elaboró una detallada cronología del vuelo. Se supuso que el interruptor de 28 voltios de un termostato en un tanque de oxígeno había sido reemplazado por otra versión de 65 voltios, el cual provocó una explosión en el tanque. Cortright recomendó un rediseño de todo el tanque, lo que costaría 40 millones de dólares. Varios gestores de la NASA, además del propio Armstrong, se opusieron a la recomendación del informe para rediseñar los tanques de oxígeno puesto que el origen de la explosión había sido el interruptor del termostato. Sin embargo, los tanques acabaron siendo rediseñados.
En 1986 el presidente Ronald Reagan le pidió a Armstrong que formara parte de la Comisión Rogers que iba a investigar el accidente del transbordador espacial Challenger, que había estallado poco después del despegue y había costado la vida a siete astronautas. Armstrong fue nombrado vicepresidente de la comisión, al cargo de la parte operacional de la misma. Tuvo que realizar entrevistas privadas con diversos contactos que había desarrollado durante sus años en la NASA para ayudar a determinar las causas de la tragedia. Desde su puesto, trató de que las recomendaciones finales del comité fueran tan solo nueve porque estaba convencido de que si se proponían muchas más la NASA no las cumpliría.
También el presidente Reagan designó a Neil Armstrong como miembro de una comisión de catorce miembros que tenía que desarrollar un plan para hacer realidad un vuelo espacial civil estadounidense. Esa comisión estuvo presidida por Thomas O. Paine, antiguo administrador de la NASA con quien Armstrong había trabajado durante el programa Apolo. El grupo publicó un libro titulado Pioneros de la Frontera Espacial: el informe de la Comisión Nacional sobre el Espacio, en el que recomendaban establecer una base lunar permanente para 2006 y enviar seres humanos al planeta Marte para 2015. Estas propuestas fueron en su mayoría ignoradas para dar prioridad al esclarecimiento del desastre del Challenger.
En 2003, Armstrong y su esposa asistieron a la misa en honor de los siete astronautas fallecidos en el accidente del transbordador espacial Columbia, a la cual fueron invitados por el presidente George W. Bush.

### Actividades de negocio
Después de su retiro de la NASA en 1971, Armstrong actuó de portavoz de varias empresas. La primera fue el fabricante de coches Chrysler, en uno de cuyos anuncios apareció a partir de enero de 1979. Armstrong creía que el fabricante de coches tenía una potente división de ingeniería y sabía que estaba en dificultades financieras. Después fue imagen de otras compañías, como General Time Corporation y la Asociación de Banqueros de América. Únicamente actuó de portavoz de empresas estadounidenses.
Además de su trabajo como portavoz, Armstrong formó parte de los consejos de dirección de varias empresas. La primera compañía a la que sumó fue Gates Learjet como presidente de su comité técnico. Pilotó algunos de sus nuevos y experimentales aviones de negocios a reacción, e incluso estableció un nuevo récord de altitud para este tipo de aparatos. En 1973 se convirtió en miembro de la junta de Cincinnati Gas & Electric Company, empresa interesada en energía nuclear y que deseaba incrementar su capacidad técnica. Además, formó parte de la junta directiva de Taft Broadcasting, compañía de medios de comunicación con sede en Cincinnati. Armstrong se incorporó a la junta directiva de Thiokol en 1989, después de participar en la Comisión Rogers. El transbordador Challenger se desintegró debido a un problema con los cohetes aceleradores sólidos que había fabricado Thiokol. Cuando dejó la docencia en la universidad de Cincinnati, fue nombrado presidente de  Cardwell International Ltd., compañía que fabricaba plataformas de perforación. Armstrong también se incorporó a otras juntas de dirección de empresas aeroespaciales, primero en la aerolínea United Airlines desde 1978 y después en Eaton Corporation, compañía de gestión de energía, desde 1980. Se le pidió presidir la junta de directores de una subsidiaria de Eaton, AIL Systems. El antiguo astronauta se retiró en 2002 como presidente de la junta de la corporación EDO, dedicada a fabricar productos de defensa e inteligencia y que se había fusionado con AYL Systems.

### Expedición al Polo Norte
En 1985, el expedicionario profesional Mike Dunn organizó un viaje para llevar a los que entonces eran los más grandes exploradores al Polo Norte. El grupo incluía a Armstrong, el alpinista Edmund Hillary, primera persona en ascender el monte Everest, el aviador Steve Fossett y el escalador Patrick Morrow. La partida alcanzó su destino el 6 de abril de 1985. Armstrong dijo que sentía curiosidad por ver como era el Polo Norte desde tierra porque tan solo lo había observado desde la Luna. Armstrong quiso que fuera una aventura privada y no se informó a los medios de comunicación del viaje.

### Cine y televisión
Entre 1991 y 1993, Armstrong presentó una serie documental sobre la historia de la aviación para el canal de televisión A&E, titulada Primeros vuelos con Neil Armstrong. En el año 2010, puso voz al dr. Jack Morrow, un personaje de la película de animación Quantum Quest: A Cassini Space Odyssey, un filme de aventuras y ciencia ficción con fines didácticos subvencionado por el Laboratorio de Propulsión a Reacción de la NASA. En 2018 su vida entre 1961 y 1969 —año en el que pisó la Luna— fue llevada al cine en la película First Man, protagonizada por Ryan Gosling en el papel de Armstrong.

## Vida privada

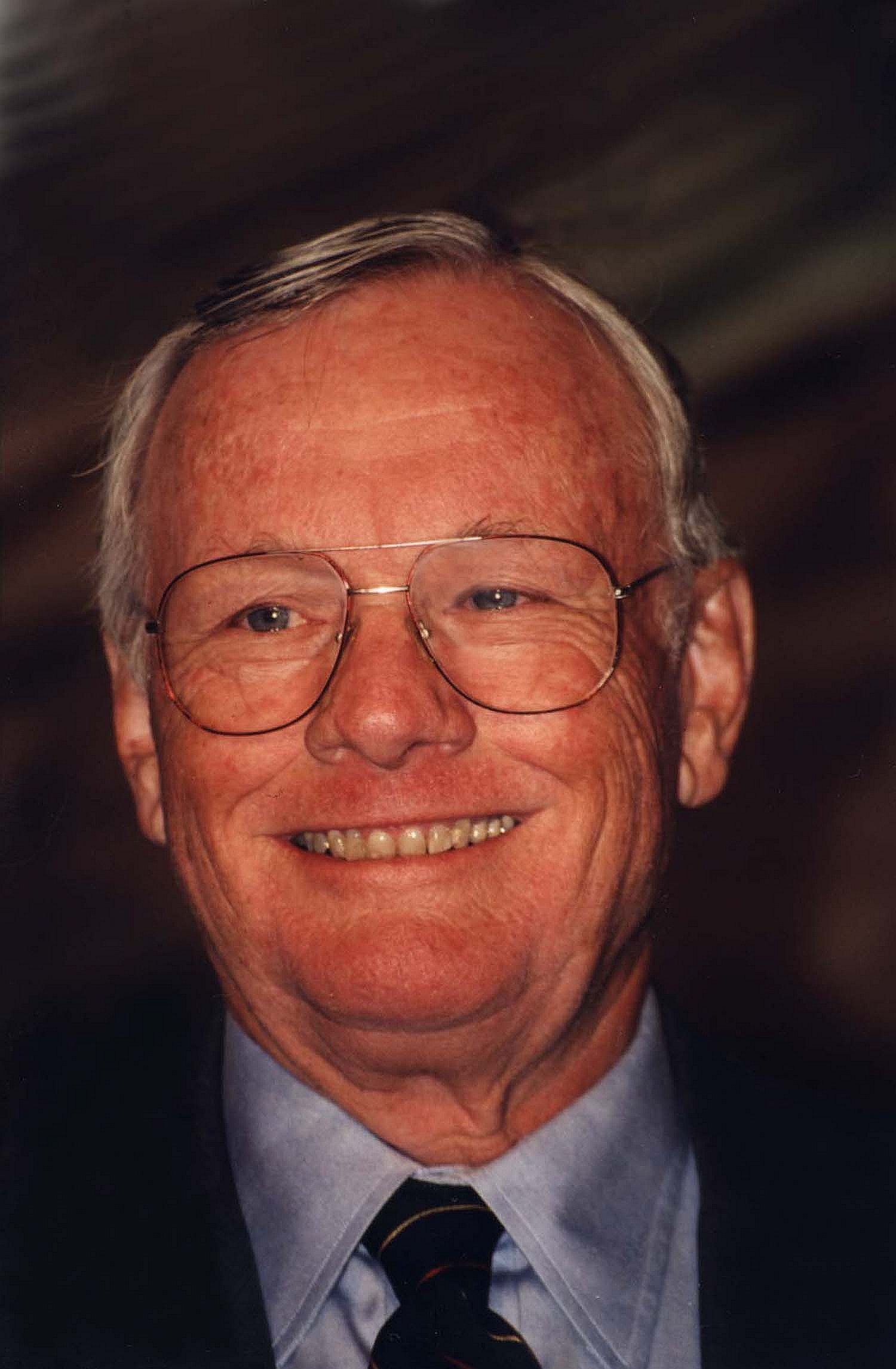
Armstrong en 1999

Armstrong mantuvo un perfil bajo después de la misión histórica del Apolo 11, lo que llevó a la creencia de que era huraño. Rechazó numerosas entrevistas y apariciones públicas. Michael Collins dijo en su libro Carrying the Fire que cuando su compañero astronauta se mudó a vivir a una granja para empezar a trabajar como profesor universitario fue como «si se retirara a su castillo y levantara el puente levadizo». A Armstrong le gustaba su nueva vida y llegó a decir que «… Los que vivimos en el campo pensamos que los que viven en la ciudad son los que tienen problemas». El escritor Andrew Chaikin afirmó en el libro A Man on the Moon (Un hombre en la Luna) que, aunque Armstrong mantuvo un perfil bajo, no se ocultaba de la sociedad porque participó en algunas entrevistas, anuncios para Chrysler y presentó una serie documental para televisión.
El legendario astronauta solía autografiar todo lo que se le pedía, pero hacia 1993 descubrió que sus firmas se estaban vendiendo en internet y la mayoría eran falsificaciones, por lo cual decidió dejar de estampar su rúbrica. Armstrong también escribió cartas de felicitación a los chicos que lograban el rango de Eagle Scout en los Boy Scouts de América, pues él mismo lo había logrado en su juventud. Solía responder a todas las felicitaciones que le llegaban. En 2003 recibió 950 solicitudes de felicitación para los Boy Scouts, pero en la década de 1990 había decidido dejar de hacerlo porque creía que esas cartas las deberían escribir personas que conocieran a los scouts. Estas cosas contribuyeron a crear su mito de hombre huraño.

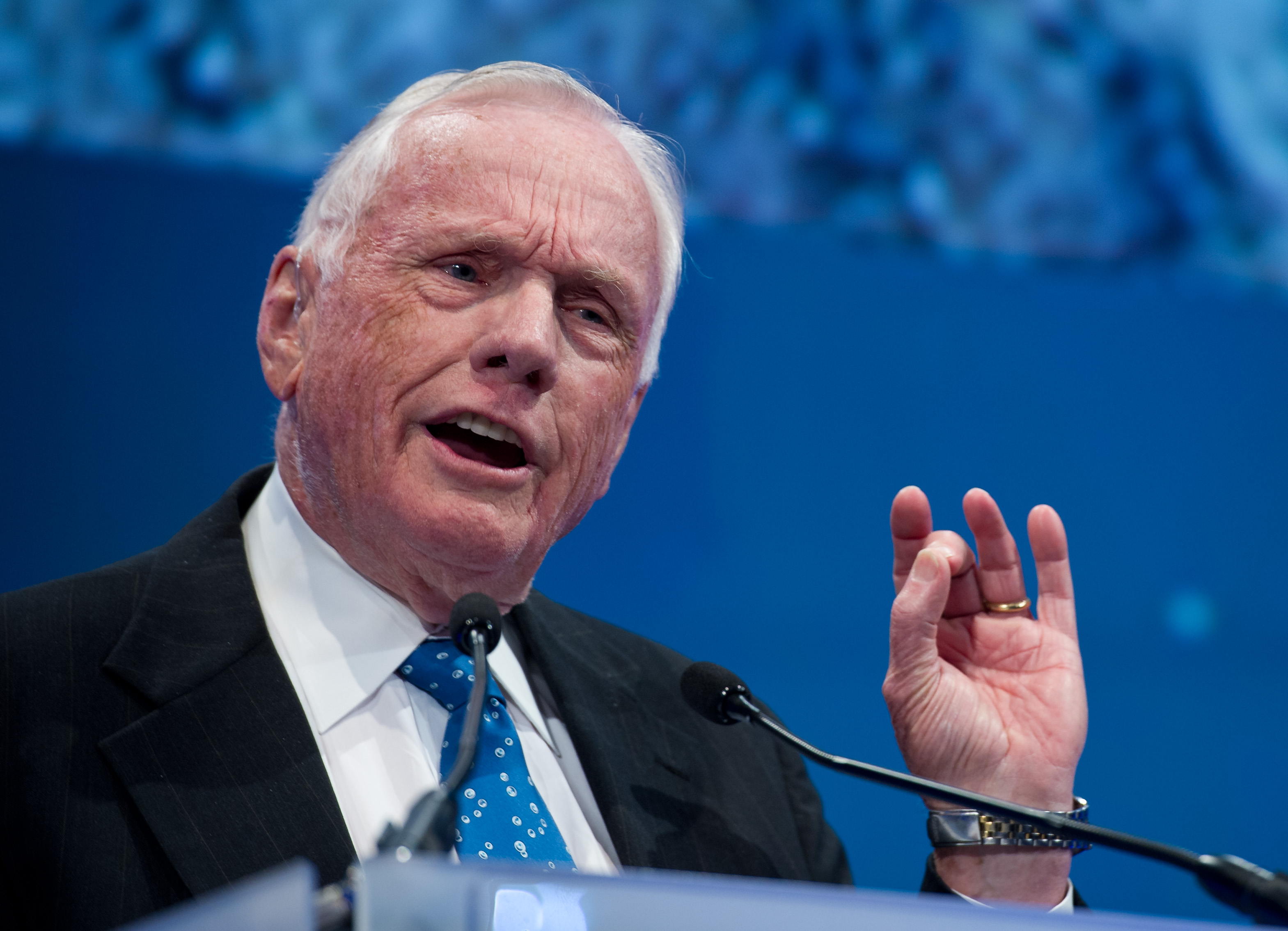
Armstrong en febrero de 2012

La familia de Armstrong lo describió como «un reticente héroe estadounidense». John Glenn, primer estadounidense en orbitar la Tierra, recordó la humildad del astronauta: «Él nunca creyó que tuviera que venderse a sí mismo». Glenn le contó a la cadena de televisión CNN que Armstrong «Era una persona humilde, y así siguió siendo después de pisar la Luna». A diferencia de otros antiguos astronautas, que se labraron una carrera en la política tras abandonar la NASA (caso de los senadores John Glenn y Harrison Schmitt), Armstrong no quiso afiliarse a ninguno de los partidos políticos de todo signo que se pusieron en contacto con él. Sus inclinaciones políticas se decantaban por favorecer la descentralización de competencias del gobierno federal en favor de los diferentes estados de Estados Unidos. Asimismo, Armstrong era opuesto al intervencionismo estadounidense en el extranjero, pues no creía que su país tuviera que actuar como «la policía del mundo».
Cuando Armstrong quiso ingresar en una iglesia metodista local para liderar una tropa de boy scouts a finales de la década de 1950, dijo que su afiliación religiosa era el deísmo. Tiempo después su madre dijo que las ideas religiosas de su hijo le causaron pesar y angustia porque ella era más creyente. A comienzos de la década de 1980, Armstrong fue víctima de un bulo que afirmaba que se había convertido al islam después de escuchar la Adhan, la llamada a la oración de los musulmanes, mientras caminaba por la Luna. El cantante indonesio Suhaemi escribió una canción titulada Gema Suara Adzan di Bulan —«El resonante sonido de la llamada a la oración en la Luna»—, en la que describía la supuesta conversión de Neil Armstrong. Otro bulo similar se difundió por Egipto y Malasia. En marzo de 1983, el Departamento de Estado de los Estados Unidos respondió mandando un mensaje a las embajadas y consulados estadounidenses en países musulmanes afirmando que el famoso astronauta no se había convertido al islam. Esta mentira resurgió ocasionalmente en las tres décadas posteriores. Parte de la confusión se debió a la similitud de los nombres de la localidad estadounidense en la que vivía Armstrong, Lebanon (Ohio), con el país Líbano, un país de mayoría musulmana que en inglés se llama precisamente Lebanon.

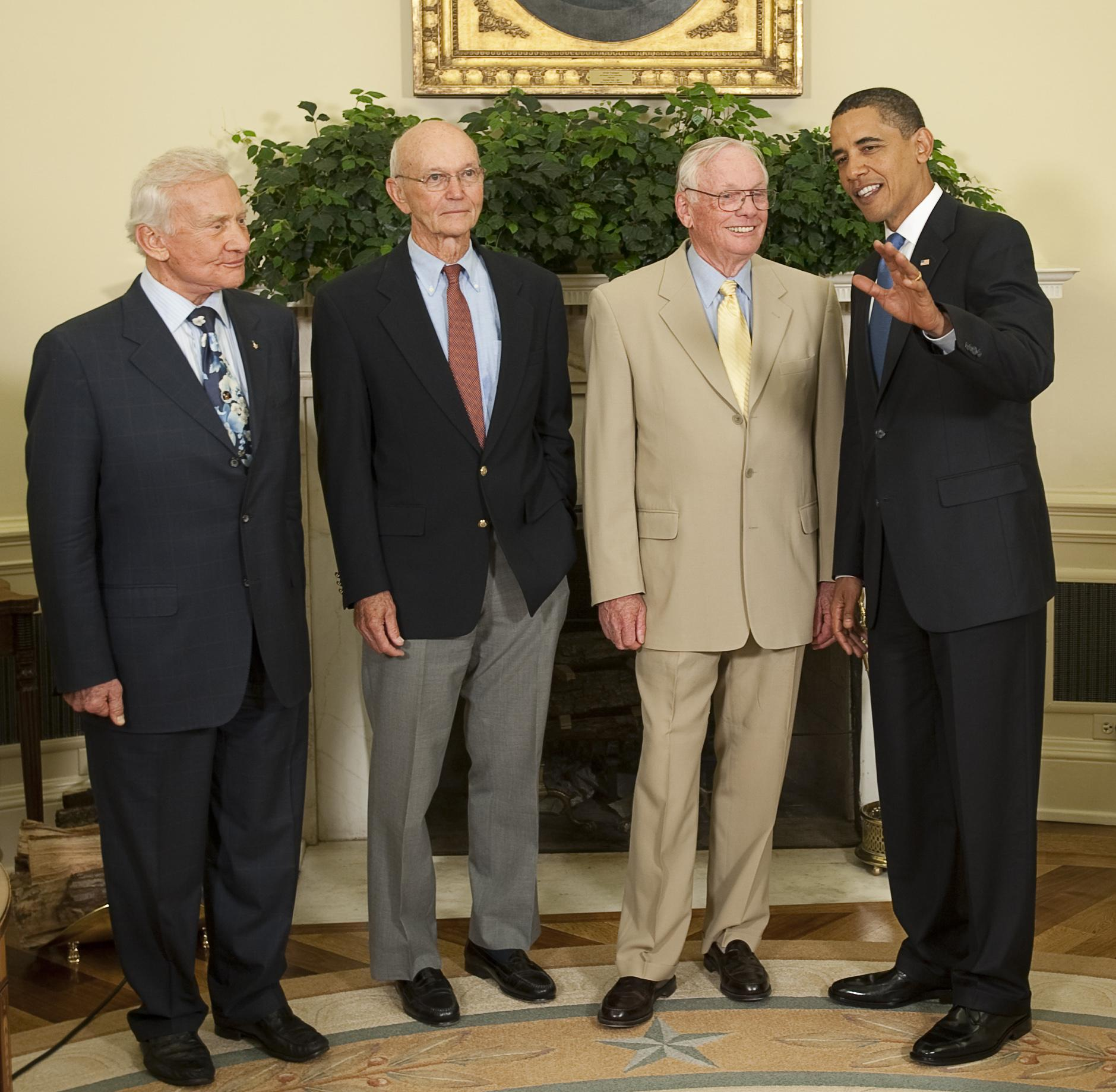
Desde la izquierda: Aldrin, Collins y Armstrong con el presidente Barack Obama en la Casa Blanca el 20 de julio de 2009, 40.º aniversario de la llegada a la Luna

En 1972, Armstrong visitó la localidad de Langholm en Escocia, sede tradicional del clan Armstrong; allí fue nombrado freeman del burgh y declaró con gran felicidad que la localidad era su hogar. El juez de paz leyó una ley redactada 400 años antes, y todavía en vigor, que le obligaba a ahorcar a cualquier Armstrong que localizara en la villa.
En el otoño de 1979, Armstrong estaba trabajando en su granja de la localidad de Lebanon (Ohio), cuando al saltar desde el remolque de un camión de grano su anillo de boda se enganchó en la rueda y le arrancó la punta de su dedo anular. Recogió el dedo seccionado y lo puso en hielo, tras lo que se lo volvieron a reinsertar en una intervención quirúrgica en el Hospital Judío de Louisville, Kentucky. En febrero de 1991, un año después de la muerte de su padre y nueve meses después del fallecimiento de su madre, Armstrong sufrió un leve ataque al corazón mientras esquiaba con unas amistades en Aspen, Colorado.
Neil Armstrong contrajo matrimonio el 28 de enero de 1956 con su primera esposa, Janet Shearon. Después de 38 años de matrimonio, la pareja se divorció en 1994. Él había conocido en 1992, durante un torneo de golf, a la que sería su segunda esposa, Carol Held Knight, quince años menor que él. Ella dijo que habló muy poco con él en su primer encuentro, pero dos semanas después Neil la llamó por teléfono para preguntarle qué estaba haciendo. Carol le respondió que estaba talando un árbol y media hora después Armstrong se presentó en su casa para ayudarla. Se casaron el 12 de junio de 1994 en Ohio y después hicieron una segunda ceremonia en el Rancho San Ysidro de California. El matrimonio se estableció en Indian Hill, Ohio.
A partir de 1994, el primer hombre en pisar la Luna se negó a firmar más autógrafos porque sabía que los artículos con su firma se vendían por grandes sumas de dinero y que además se hacían muchas falsificaciones de su rúbrica. El uso del nombre, la imagen y la famosa frase de Armstrong le causaron algunos problemas al antiguo astronauta. Cuando la cadena de televisión MTV se fundó en 1981, le pidió usar su imagen descendiendo del módulo lunar como emblema de la cadena, pero él se negó. En 1994 demandó al fabricante de tarjetas de felicitación Hallmark por usar sin permiso su nombre y la cita «un pequeño paso» en un adorno navideño. El pleito se resolvió fuera de los tribunales por una suma de dinero que Armstrong donó a la Universidad Purdue. En mayo de 2005, Armstrong se vio envuelto en una inusual disputa legal con el que había sido su peluquero durante veinte años, Mark Sizemore. Este había vendido pelo del famoso astronauta a un coleccionista por 3000 dólares, sin que Armstrong lo supiera o diera su permiso. Lo amenazó con emprender acciones legales si no recuperaba el pelo vendido o donaba lo recaudado a una organización benéfica que Armstrong eligiera. Incapaz de recuperar lo que había vendido, Sizemore decidió donar el dinero a una organización caritativa.

## Fallecimiento

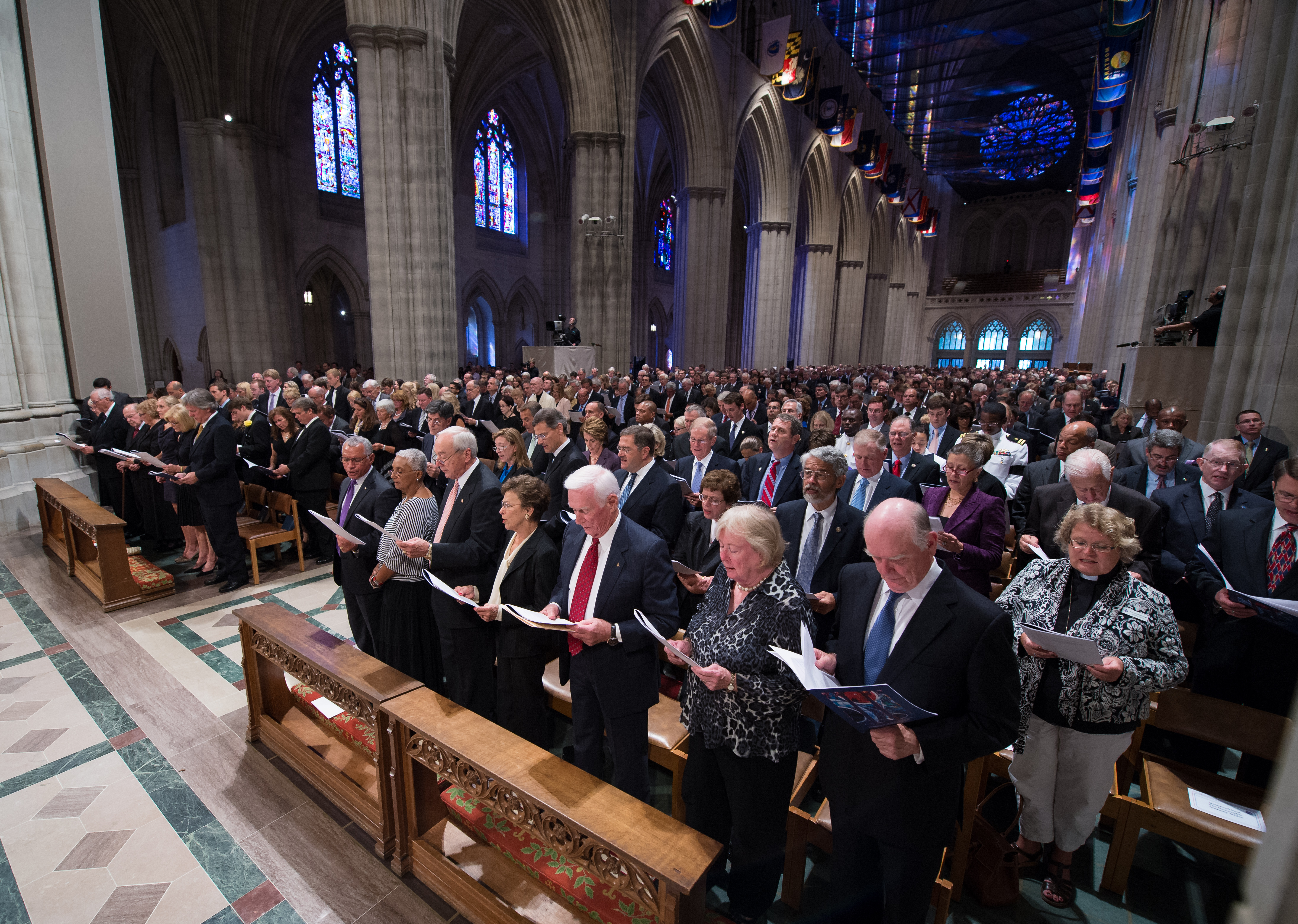
Misa en memoria de Neil Armstrong en la catedral nacional de Washington, el 13 de septiembre de 2012

El 7 de agosto de 2012, Armstrong fue sometido en un hospital de Cincinnati a una cirugía de baipás vascular para aliviar sus arterias coronarias obstruidas. Aunque se informó que se estaba recuperando bien, surgieron complicaciones en su estado mientras permanecía en el hospital y falleció el 25 de agosto, a los 82 años de edad. Cuando se conoció la muerte del legendario astronauta, la Casa Blanca difundió un comunicado en el que afirmaba que Neil Armstrong estaba «entre los más grandes héroes estadounidenses, no solo de su tiempo, sino de todos los tiempos». Ese comunicado también decía que Armstrong había cumplido las aspiraciones del pueblo estadounidense y que había materializado «un momento del progreso humano que nunca se olvidaría».
Su familia también emitió un comunicado en el que describía a Armstrong como «un reacio héroe estadounidense, que había servido a su nación con orgullo como piloto naval, piloto de pruebas y astronauta. Mientras lloramos su pérdida, también celebramos su extraordinaria vida con la esperanza de que sirva como ejemplo para que los jóvenes de todo el mundo trabajen duro para cumplir sus sueños, para estar dispuestos a explorar y superar sus límites, y también servir desinteresadamente a una causa más grande que ellos mismos. Para todos aquellos que pregunten cómo pueden honrar a Neil Armstrong, tenemos una respuesta simple. Honren su ejemplo de servicio y modestia, y la próxima vez que salgan a caminar en una noche clara y vean que la Luna les sonríe, piensen en Neil Armstrong y guíñenle un ojo».

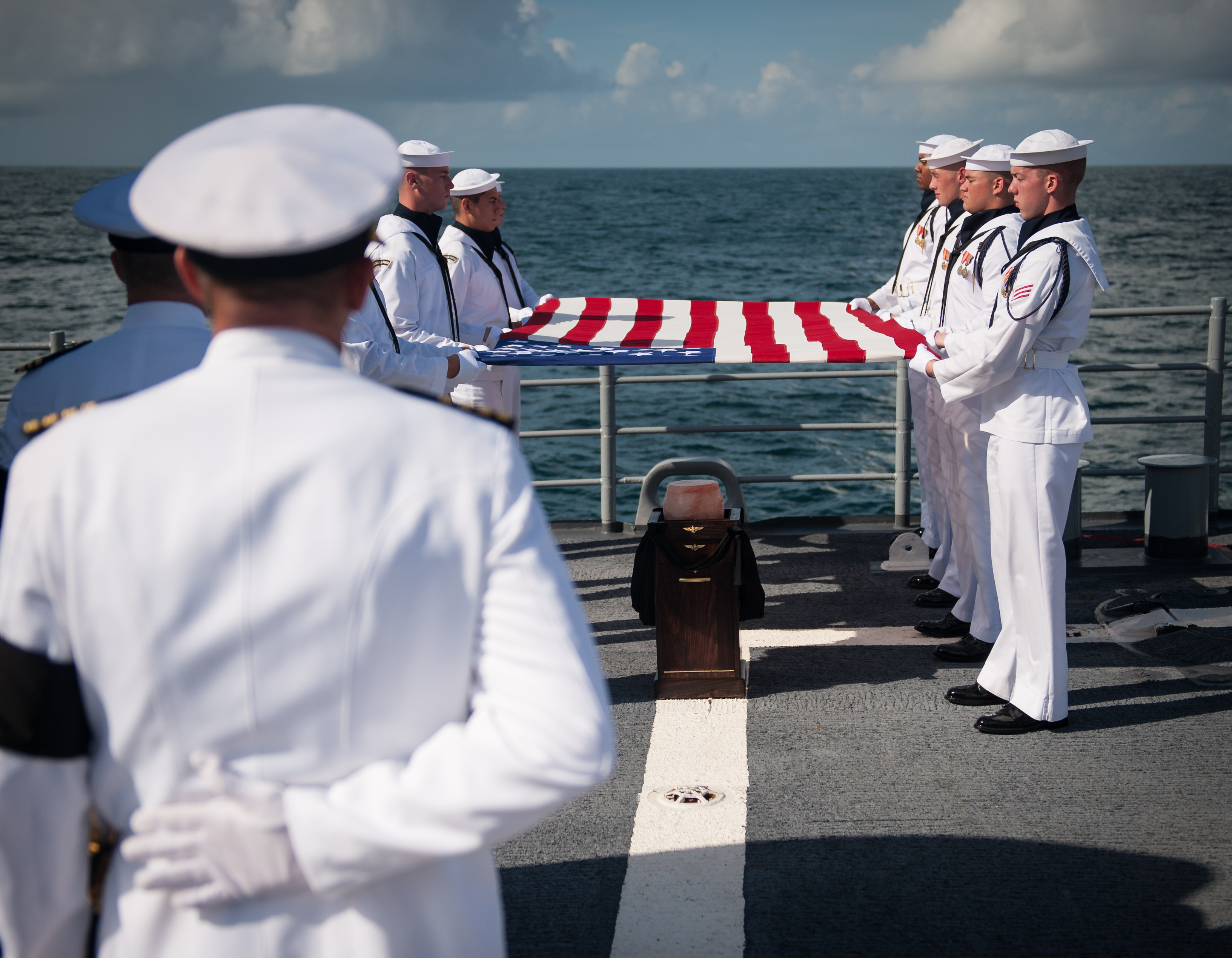
Ceremonia de lanzamiento al mar de las cenizas de Neil Armstrong el 14 de septiembre de 2012

El compañero de Armstrong en la misión del Apolo 11, Buzz Aldrin, dijo: «Sé que hay millones de personas como yo, llorando a un verdadero héroe estadounidense y al mejor piloto que he conocido. Tenía la esperanza de que el día 20 de julio de 2019 Neil, Mike y yo estuviéramos juntos para celebrar el 50.º Aniversario de nuestro alunizaje… Lamentablemente, no será así». Michael Collins dijo de Armstrong: «Era el mejor, y lo echaré de menos terriblemente». Charles Bolden, administrador de la NASA, comentó: «Mientras haya libros de historia, Neil Armstrong estará en ellos, recordado por haber dado el primer pequeño paso de la humanidad en un mundo más allá del nuestro».
El 13 de septiembre de 2012, se celebró una misa en honor del astronauta en la Catedral Nacional de Washington, una de cuyas ventanas con vidrieras está inspirada en el Apolo 11 y tiene incrustada una roca lunar en medio de sus vitrales. Entre los asistentes hubo famosos astronautas y autoridades, varios de los cuales pronunciaron panegíricos en los que recordaban algunas historias de la vida de Armstrong que ilustraban su humildad, valentía y compañerismo. La cantante Diana Krall interpretó la canción Fly Me to the Moon. Asimismo, el presidente Barack Obama ordenó que todas las banderas ondearan a media asta el día de su funeral. Los restos de Armstrong fueron incinerados y sus cenizas se lanzaron al mar en el océano Atlántico durante una ceremonia celebrada a bordo del crucero de la armada estadounidense USS Philippine Sea.

## Legado

Neil Armstrong y Michael Collins condecorados por el Gobierno Brasileño, 1969

Neil Armstrong recibió muchos honores y galardones, como la Medalla Presidencial de la Libertad, la Medalla Espacial de Honor del Congreso, el Trofeo Memorial Robert H. Goddard, el Premio Sylvanus Thayer, el Trofeo Collier de la Asociación Nacional de Aeronáutica o la Medalla de Oro del Congreso de los Estados Unidos. El astronauta también forma parte del paseo de honor aeroespacial, del salón de la Fama de la Aviación Nacional y del salón de la fama de los astronautas de Estados Unidos. Armstrong y otros once compañeros implicados en la misión del Apolo 11 recibieron en 1999 la Medalla de Oro Langley que otorga el Instituto Smithsoniano.
El cráter lunar Armstrong, a 50 km de lugar de alunizaje del Apolo 11, y el asteroide (6469) Armstrong fueron nombrados en su honor. Por todo Estados Unidos hay más de una docena de escuelas e institutos de educación secundaria nombrados como el primer hombre en pisar la Luna. Asimismo, son innumerables las calles, edificios, escuelas y otros lugares nombrados en honor a Armstrong o el Apolo 11 por todo el mundo. En octubre de 2004 la Universidad Purdue anunció que iba a llamar Salón de Ingeniería Armstrong a su nuevo edificio de ingeniería, el cual fue inaugurado en 2007 con la presencia de Neil Armstrong y de otros catorce astronautas que habían estudiado en la misma institución. En su lugar de nacimiento, Wapakoneta, existe el Museo del Aire y el Espacio Armstrong y el aeropuerto de New Knoxville (Ohio), que es el lugar en el que tomó sus primeras clases de vuelo, se llama en la actualidad en honor al astronauta.
En 2005 se publicó la biografía autorizada de Armstrong, titulada First Man: The Life of Neil A. Armstrong (El primer hombre: La vida de Neil A. Armstrong), escrita por James R. Hansen. Durante muchos años, el astronauta declinó varios ofrecimientos de escritores que querían redactar su biografía oficial, como Stephen Ambrose y James A. Michener, pero finalmente aceptó que la redactara Hansen después de leer otras biografías escritas por él. El libro ha sido adaptado al cine en la película First Man (2018), dirigida por el ganador de un premio Óscar Damien Chazelle y protagonizada por Ryan Gosling en el papel de Armstrong.
En una encuesta elaborada en 2010 por la Space Foundation, Armstrong resultó elegido el número uno como el héroe espacial más popular y en el año 2013 la revista Flying también lo ubicó en el primer lugar de su lista de los «51 Héroes de la Aviación».

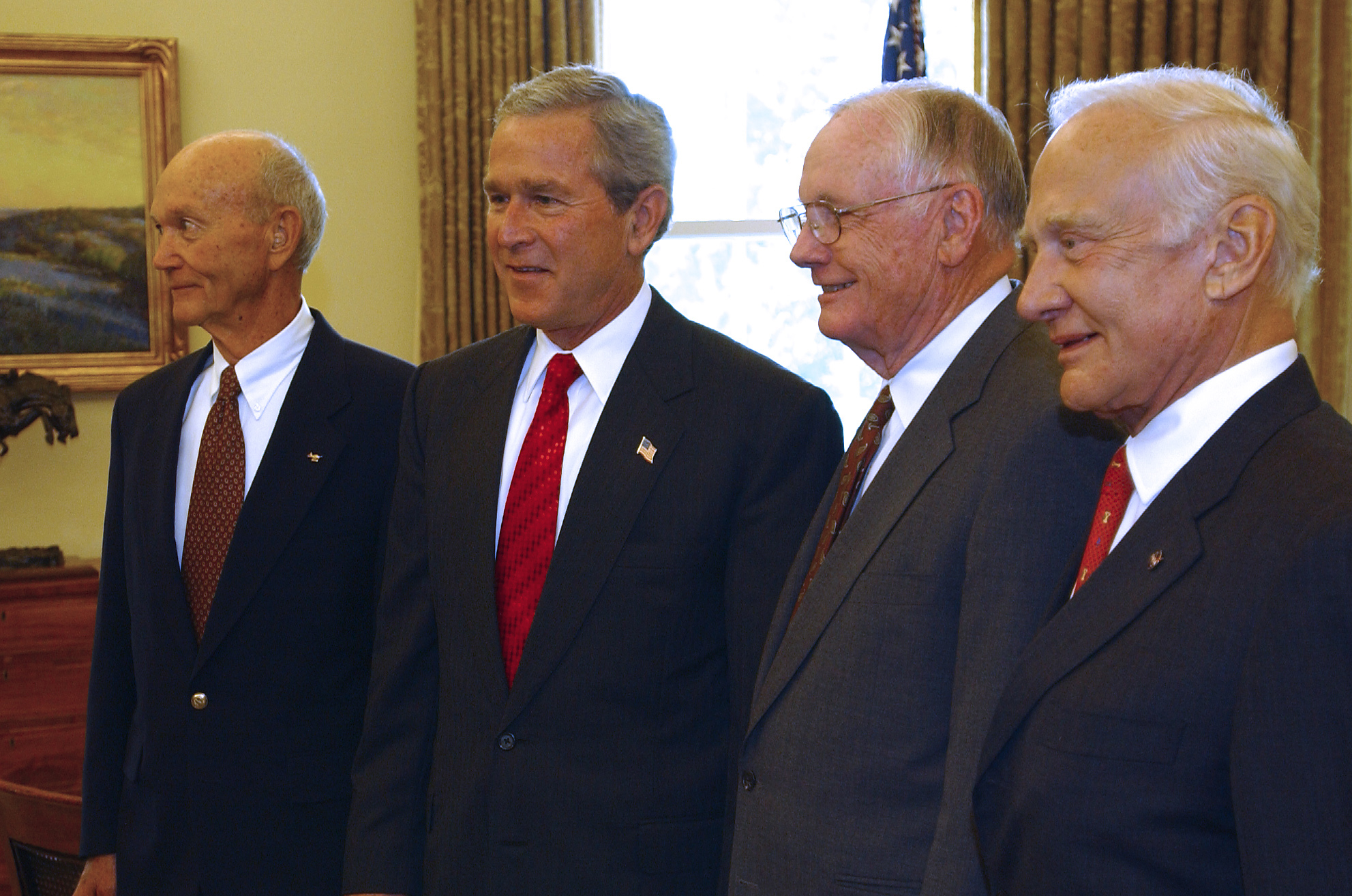
Michael Collins, el presidente George W. Bush, Neil Armstrong y Buzz Aldrin durante la celebración del 35.º Aniversario del Apolo 11 el 21 de julio de 2004

Los periodistas a menudo le preguntaron a Armstrong por su opinión sobre el futuro de los vuelos espaciales. En 2005 dijo que una misión tripulada al planeta Marte sería más sencilla que el desafío lunar en la década de 1960: «A pesar de que las preguntas y dificultades son muchas, sospecho que no lo son tanto como las que nosotros encaramos al principio del programa Apolo en 1961». En 2010 manifestó una inusual crítica pública sobre la decisión de cancelar el lanzamiento del Ares I y el programa Constelación. En una carta abierta que también suscribían los veteranos del programa Apolo Jim Lovell y Gene Cernan, afirmó: «Para Estados Unidos, nación líder en la exploración espacial durante medio siglo, carecer de un transporte a la órbita terrestre baja y de capacidad de exploración para ir más allá de la órbita terrestre, destina a nuestro país a pasar a un segundo o tercer plano». Armstrong también comentó en público sobre sus preocupaciones iniciales por la misión del Apolo 11, como cuando creía que solo tenían un cincuenta por ciento de probabilidades de regresar de la Luna: «Estaba eufórico, extasiado y extremadamente sorprendido porque hubiéramos tenido éxito». El 18 de noviembre de 2010, con ochenta años, Armstrong dijo en un discurso durante la Cumbre de Ciencia y Tecnología en La Haya, Países Bajos, que ofrecería sus servicios como comandante de una misión a Marte si se lo pedían.
En septiembre de 2012, la Armada de los Estados Unidos anunció que iba a construir un buque oceanográfico llamado RV Neil Armstrong. La nave, que fue bautizada el 28 de marzo de 2014 y entregada a la Armada el 23 de septiembre de 2015, es una moderna plataforma de investigación oceanográfica operada por la Institución Oceanográfica de Woods Hole.

### Boy Scout

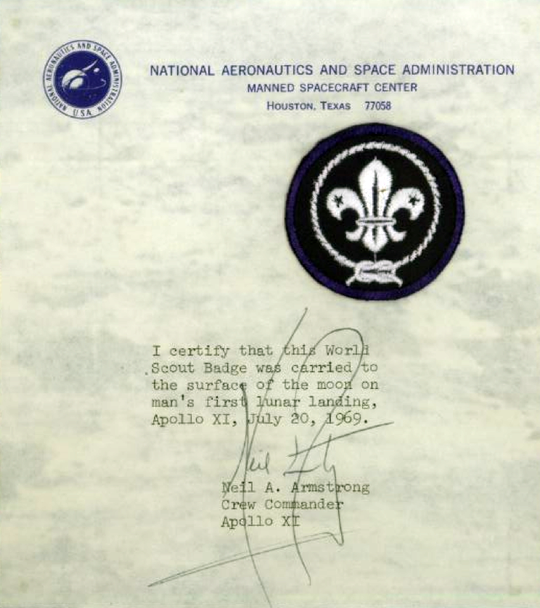
Certificado de la NASA donde Neil Armstrong afirma que la insignia scout se llevó a la superficie lunar.

Neil Armstrong estuvo muy vinculado a los Boy Scouts de América, donde consiguió en su juventud la máxima distinción Eagle Scout (Explorador Águila). De hecho, de adulto fue reconocido por los Boy Scouts con las Medallas Eagle Scout Distinguido y Búfalo de Plata. El 18 de julio de 1969, mientras volaba a la Luna, saludó a los scouts con esta frase: «Me gustaría decir hola a todos mis compañeros scouts del Parque Estatal Farragut en Idaho, que celebrarán el Jamboree Nacional esta semana; el Apolo 11 les envía los mejores deseos». Desde Houston le respondieron: «Gracias Apolo 11. Estamos seguros de que aunque ellos no oigan esto, lo sabrán por las noticias y con seguridad lo apreciarán». Entre los pocos gramos de efectos personales que podían llevar consigo durante el viaje se encontraba la insignia scout mundial y quiso certificarlo por escrito en un documento histórico:

Certifico que esta insignia scout mundial fue llevada a la superficie de la Luna en el primer alunizaje del hombre. Apolo XI, 20 de julio de 1969. Firma Neil Armstrong, Jr. Comandante de la tripulación del Apolo XI.

|                       |             |  |
| Gold star · Gold star |             |  |
|                       |             |  |
|                       | Bronze star |  |
|                       |             |  |

| Distintivo de Aviador Naval Astronauta                                |                                               |                                              |
| Medalla del Aire con dos estrellas \| Citación Presidencial de Unidad |                                               |                                              |
| Medalla Presidencial de la Libertad                                   | Medalla Espacial de Honor del Congreso        | Medalla del Servicio Distinguido de la NASA  |
| Medalla de Servicio en la Defensa Nacional                            | Medalla de Servicio en Corea con una estrella | Medalla de la Reserva de las Fuerzas Armadas |
| Citación Presidencial de Unidad de Corea                              | Medalla de Corea de las Naciones Unidas       | Medalla de Servicio de la Guerra de Corea    |